# Prince héritier
 (juin 2017).
 (juin 2017).
Si vous disposez d'ouvrages ou d'articles de référence ou si vous connaissez des sites web de qualité traitant du thème abordé ici, merci de compléter l'article en donnant les références utiles à sa vérifiabilité et en les liant à la section « Notes et références ».
 (juillet 2022).
La mise en forme du texte ne suit pas les recommandations de Wikipédia : il faut le « wikifier ».
Les points d'amélioration suivants sont les cas les plus fréquents. Le détail des points à revoir est peut-être précisé sur la page de discussion.
- Les titres sont pré-formatés par le logiciel. Ils ne sont ni en capitales, ni en gras.
- Le texte ne doit pas être écrit en capitales (les noms de famille non plus), ni en gras, ni en italique, ni en « petit »…
- Le gras n'est utilisé que pour surligner le titre de l'article dans l'introduction, une seule fois.
- L'italique est rarement utilisé : mots en langue étrangère, titres d'œuvres, noms de bateaux, etc.
- Les citations ne sont pas en italique mais en corps de texte normal. Elles sont entourées par des guillemets français : « et ».
- Les listes à puces sont à éviter, des paragraphes rédigés étant largement préférés. Les tableaux sont à réserver à la présentation de données structurées (résultats, etc.).
- Les appels de note de bas de page (petits chiffres en exposant, introduits par l'outil «  Source ») sont à placer entre la fin de phrase et le point final[comme ça].
- Les liens internes (vers d'autres articles de Wikipédia) sont à choisir avec parcimonie. Créez des liens vers des articles approfondissant le sujet. Les termes génériques sans rapport avec le sujet sont à éviter, ainsi que les répétitions de liens vers un même terme.
- Les liens externes sont à placer uniquement dans une section « Liens externes », à la fin de l'article. Ces liens sont à choisir avec parcimonie suivant les règles définies. Si un lien sert de source à l'article, son insertion dans le texte est à faire par les notes de bas de page.
- La présentation des références doit suivre les conventions bibliographiques. Il est recommandé d'utiliser les modèles {{Ouvrage}}, {{Chapitre}}, {{Article}}, {{Lien web}} et/ou {{Bibliographie}}. Le mode d'édition visuel peut mettre en forme automatiquement les références.
- Insérer une infobox (cadre d'informations à droite) n'est pas obligatoire pour parachever la mise en page.

Pour une aide détaillée, merci de consulter Aide:Wikification.
Si vous pensez que ces points ont été résolus, vous pouvez retirer ce bandeau et améliorer la mise en forme d'un autre article.

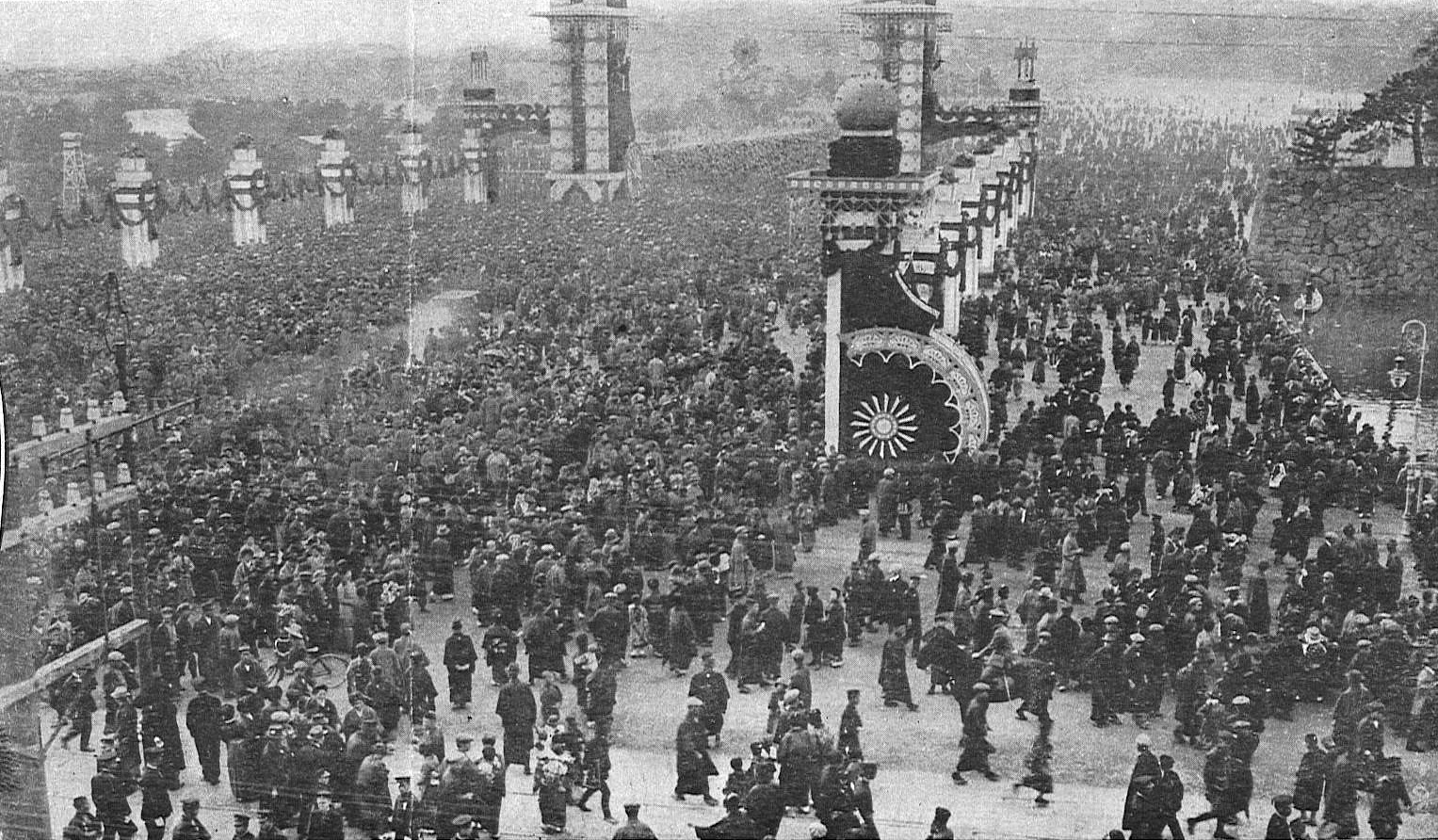
Foule devant le palais impérial japonais, attendant l'arrivée du prince Hirohito pour son intronisation officielle comme prince héritier — New York Times, 1916.

Dans les régimes monarchiques, le terme de prince héritier ou de prince héréditaire désigne celui des membres de la famille souveraine qui succédera au monarque (roi, empereur, prince souverain, etc.) sur le trône. Dans la plupart des pays, le prince héritier porte un titre particulier.
On parle de princesse héritière ou de princesse héréditaire lorsqu'il s'agit d'une femme.
On qualifie plus généralement d’héritier présomptif la personne qui est actuellement au premier rang dans l’ordre de succession dynastique, le terme de prince héritier étant réservé à celui qui ne peut pas être déchu de ce rang par la naissance d’un autre prince.

## Listes des princes héritiers des monarchies actuelles

### Arabie saoudite

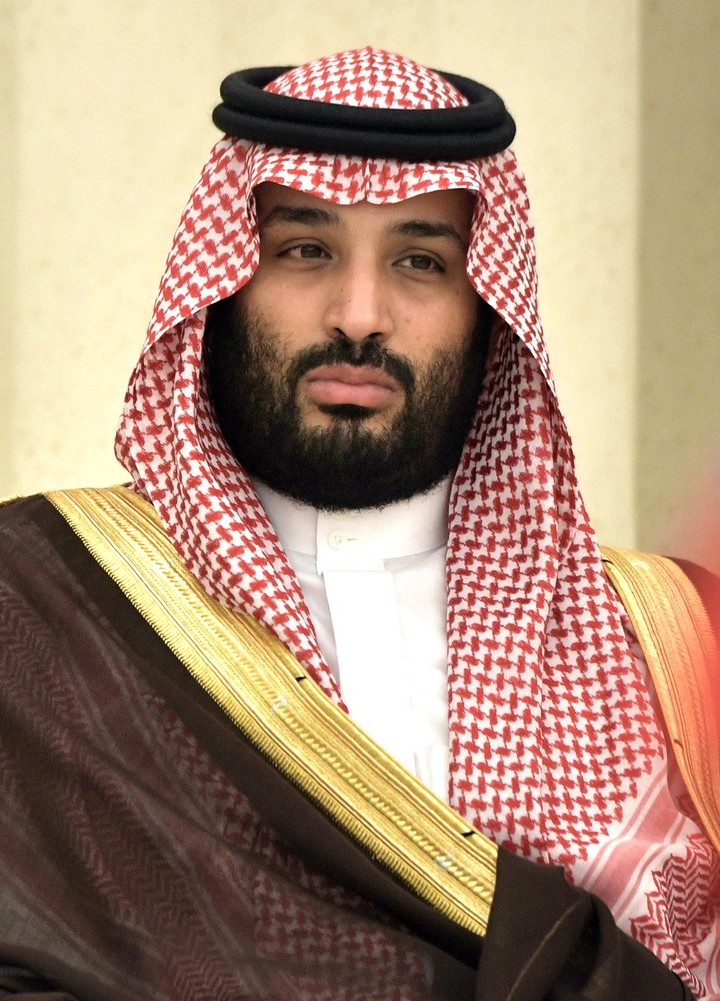
Mohammed ben Salmane, actuel prince héritier d'Arabie saoudite

En Arabie saoudite, l'héritier désigné du trône porte le titre de prince héritier.
- Mohammed ben Abdelaziz, né en 1910, mort en 1988, frère du roi Fayçal, prince héritier de 1964 à 1965. Ne put succéder à son frère en raison de sa propre renonciation à ses droits au trône.
- Sultan ben Abdelaziz, né en 1924, mort en 2011, frère du roi Abdallah, prince héritier de 2005 à 2011. N'a pu succéder à son frère en raison de sa mort, du vivant de son frère.
- Nayef ben Abdelaziz, né en 1933, mort en 2012, frère du précédent, prince héritier de 2011 à 2012. N'a pu succéder à son frère en raison de sa mort, du vivant son frère le roi Abdallah.
- Salmane ben Abdelaziz, né en 1935, frère des deux précédents, prince héritier de 2012 à 2015. À succédé à son frère le roi Abdallah.
- Moukrine ben Abdelaziz, né en 1945, frère des précédents, prince héritier de janvier à avril 2015.
- Mohammed ben Nayef, né en 1959, fils de Nayef, prince héritier d'avril 2015 à juin 2017.
- Mohammed ben Salmane, né en 1985, fils du roi Salmane, prince héritier depuis juin 2017.

### Bahreïn

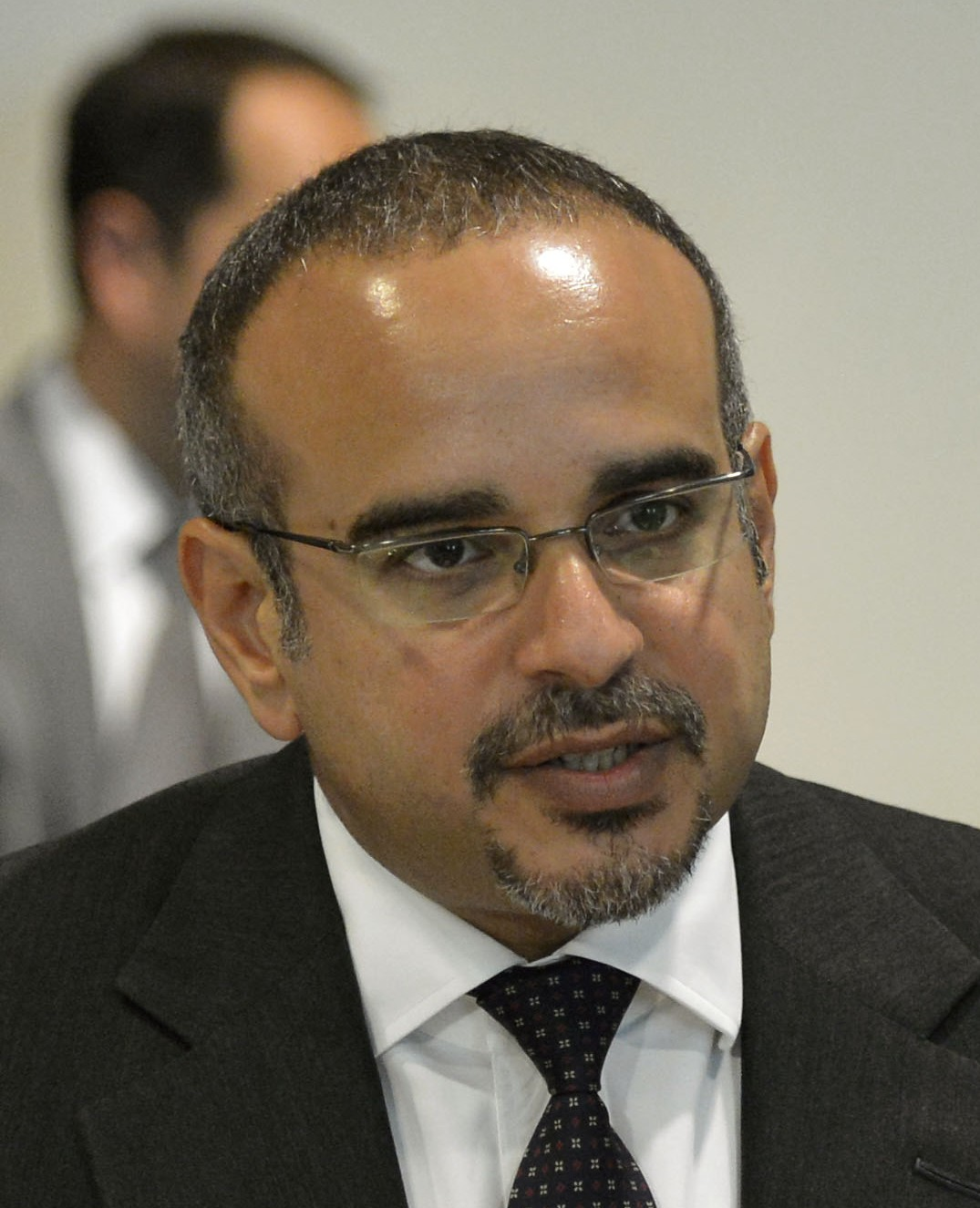
Salman ben Hamad, actuel prince héritier de Bahreïn

À Bahreïn, l'héritier désigné du trône porte le titre de prince héritier.
- Salman ben Hamad, né en 1969, fils du roi Hamad II, prince héritier depuis 1999.

### Belgique

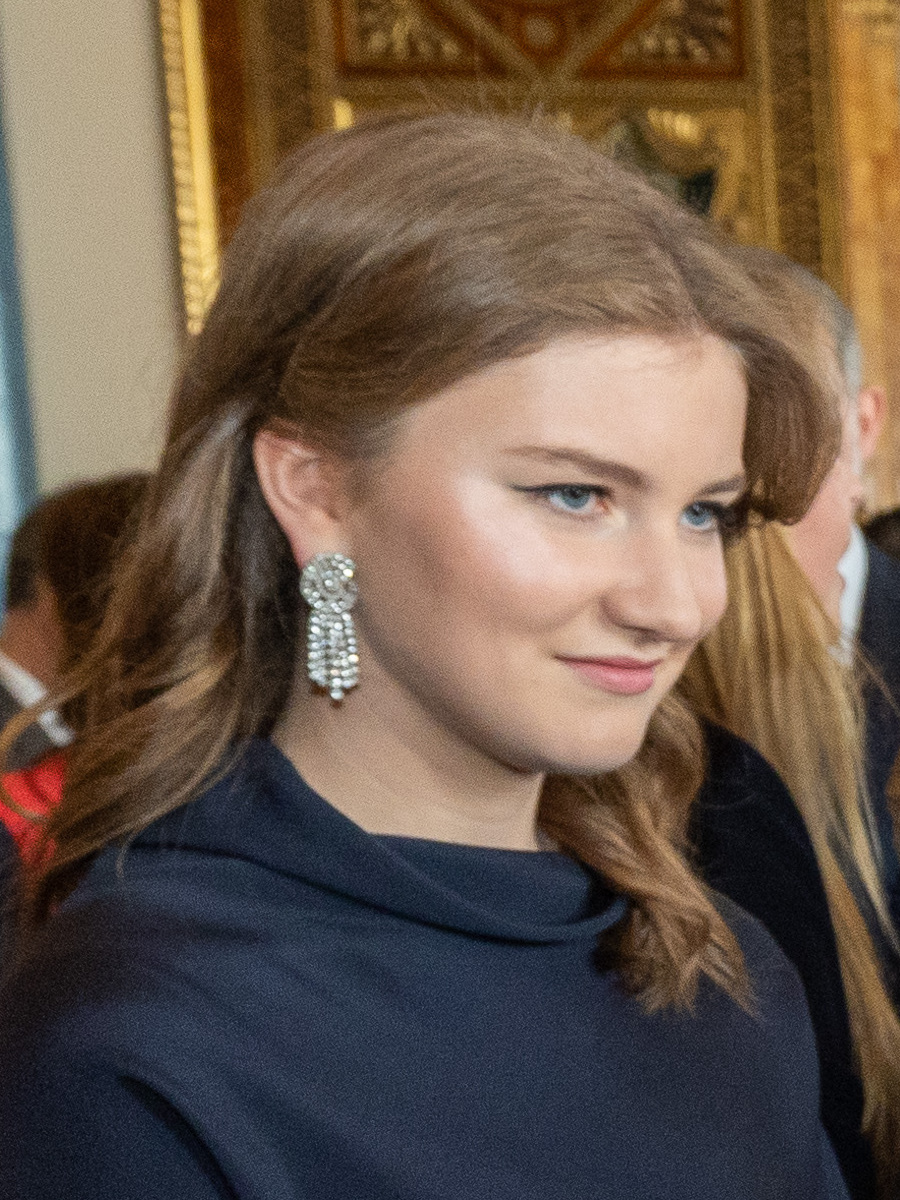
Élisabeth de Belgique, actuelle princesse héritière de Belgique

En Belgique, le prince héritier porte le titre de duc de Brabant. Son propre fils aîné (avant la suppression de la loi salique) était titré comte de Hainaut. Cependant, les héritiers présomptifs ne portent pas le titre de duc de Brabant qui est réservé à l'aîné des enfants du roi (ou de la reine régnante dans le futur).
Quelques héritiers (voir articles connexes pour la liste complète) :
- Louis-Philippe, né en 1833, mort en 1834, fils du roi Léopold Ier, prince héritier[1] de 1833 à 1834. Ne put succéder à son père en raison de sa mort prématurée.
- Léopold, né en 1859, mort en 1869, fils du roi Léopold II, duc de Brabant de 1865 à 1869. Ne put succéder à son père en raison de sa mort prématurée.
- Philippe, né en 1837, mort en 1905, frère du roi Léopold II, comte de Flandre, prince de Belgique et héritier présomptif de 1869 à 1905. Ne put succéder à son frère en raison de sa mort, du vivant de ce dernier.
- Élisabeth, née en 2001, fille du roi Philippe, duchesse de Brabant[2], princesse de Belgique et actuelle héritière du trône depuis que son père a prêté serment le 21 juillet 2013.

### Bhoutan

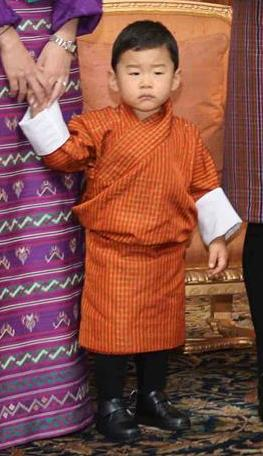
Jigme Namgyel Wangchuck, actuel prince héritier du Bhoutan

Au Bhoutan, l'héritier désigné du trône ne semble pas porter un autre titre que celui de prince héritier.
- Jigyel-Ugyen-Wangchuk, né en 1984, frère du roi Jigme-Khesar-Namgyal, prince héritier de 2006 à 2016
- Jigme Namgyel Wangchuck né en 2016, fils du roi Jigme-Khesar-Namgyal, prince héritier actuel

### Brunei

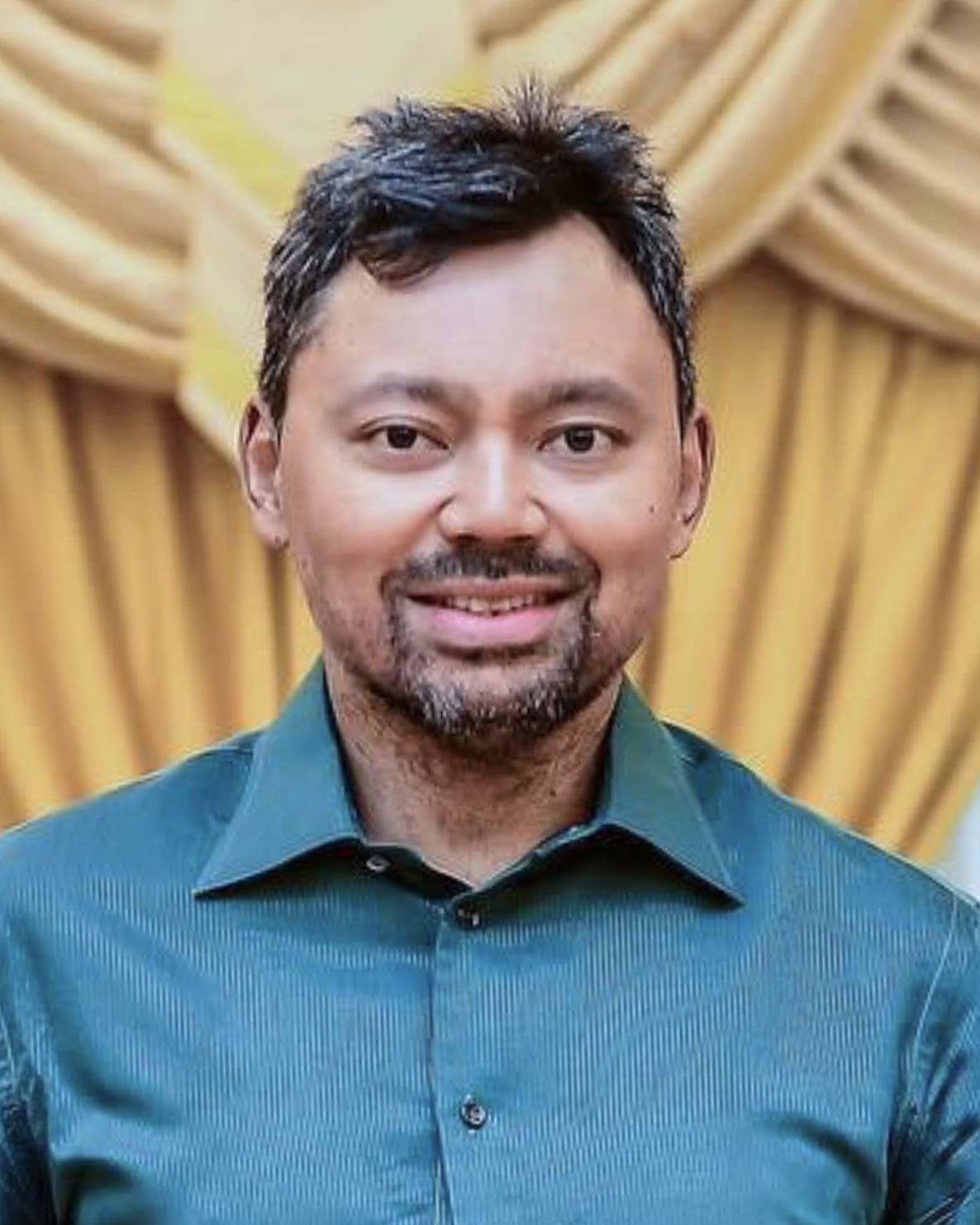
Al-Muhtadee Billah, actuel prince héritier de Brunei

Au Brunei, le prince héritier porte le titre de prince héritier (littéralement : muda-mahkota).
- Al-Muhtadee Billah, né en 1974, fils du sultan Hassanal-Bolkiah, prince héritier (muda-mahkota) depuis 1998.

### Danemark

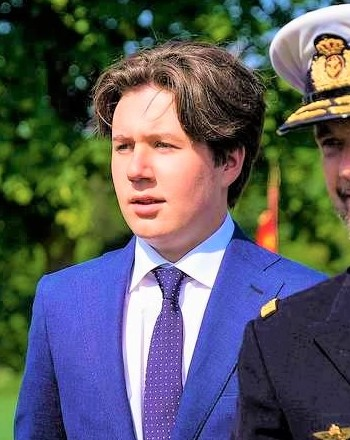
Christian de Danemark, actuel prince royal de Danemark

Au Danemark, l'héritier du trône porte le titre de prince royal.
- Albert de Mecklembourg, mort vers 1388, petit-fils du roi Valdemar IV, duc de Mecklembourg-Schwérin, prince héritier désigné en 1375. Ne fut cependant pas appelé à succéder à son grand-père en raison d'un changement dynastique.
- Christian, né en 1603, mort en 1647, fils du roi Christian IV, prince royal de 1610 à 1647. Ne put succéder à son père, en raison de sa mort, du vivant de ce dernier.
- Christian, né en 1745, mort en 1747, fils du roi Frédéric V, prince royal de 1746 à 1747. Ne put succéder à son père, en raison de sa mort prématurée.
- Ferdinand, né en 1792, mort en 1863, oncle du roi Frédéric VII, prince de Danemark et héritier dynastique de 1848 à 1863. Ne put succéder à son neveu, en raison de sa mort, du vivant de ce dernier.
- Knud, né en 1900, mort en 1976, frère du roi Frédéric IX, prince de Danemark et héritier dynastique de 1947 à 1953. Ne put succéder à son frère en raison de la modification de la loi de succession au trône qui a supprimé la loi Salique.
- Frédéric, né en 1968, fils de la reine Margrethe II, prince royal entre 1972 et 2024.
- Christian, né en 2005, fils du roi Frederik X, prince royal depuis 2024

### Espagne

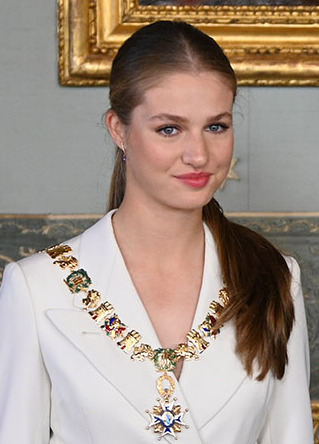
Leonor d'Espagne, actuelle princesse héritière d'Espagne

En Espagne, l'héritier du trône porte les titres de prince des Asturies (en tant qu'héritier du trône de l'ancien royaume de Castille), de prince de Gérone, duc de Montblanc, comte de Cervera et seigneur de Balaguer (en tant qu'héritier du trône de l'ancien royaume d'Aragon) et de prince de Viane (en tant qu'héritier de l'ancien royaume de Navarre).
- Charles, né en 1545, mort en 1568, fils du roi Philippe II, prince des Asturies et de Gérone de 1556 à 1568. Ne put succéder à son père en raison de sa mort prématurée.
- Ferdinand, né en 1571, mort en 1578, fils du roi Philippe II, prince des Asturies et de Gérone de 1571 à 1578. Ne put succéder à son père en raison de sa mort prématurée.
- Diègue, né en 1575, mort en 1582, frère du précédent, prince des Asturies et de Gérone de 1578 à 1582. Ne put succéder à son père en raison de sa mort prématurée.
- Balthazar, né en 1629, mort en 1646, fils du roi Philippe IV, prince des Asturies et de Gérone de 1629 à 1646. Ne put succéder à son père en raison de sa mort prématurée.
- Marie-Thérèse, née en 1638, morte en 1683, sœur du précédent, princesse des Asturies et de Gérone de 1646 à 1657. Ne put succéder à son père en raison de la naissance de son frère Philippe-Prosper (voir ci-dessous). Elle devint par la suite reine France par son mariage.
- Philippe-Prosper, né en 1657, mort en 1661, frère de la précédente, prince des Asturies et de Gérône de 1657 à 1661. Ne put succéder à son père en raison de sa mort prématurée.
- Joseph-Ferdinand de Bavière, né en 1692, mort en 1699, cousin du roi Charles II, héritier dynastique désigné de 1692 à 1699. Ne put succéder à son cousin en raison de sa mort prématurée.
- Marie-Isabelle, née en 1851, morte en 1931, fille de la reine Isabelle II, princesse des Asturies et de Gérone de 1851 à 1857 et de 1874 à 1880. Ne put succéder à sa mère, en raison des naissances de son neveu le futur Alphonse XII, en 1857, puis à son neveu avec celle de sa petite-nièce Marie-Mercédès, en 1880  (voir ci-dessous).
- Emmanuel-Philibert de Savoie, né en 1869, mort en 1931, fils du roi Amédée Ier, prince des Asturies et de Gérone de 1870 à 1873. Ne put succéder à son père en raison de l'abdication de ce dernier et l'abolition de la monarchie en 1873.
- Marie-Mercédès, née en 1880, morte en 1904, princesse des Asturies et de Gérone de 1880 à 1904, fille du roi Alphonse XII et sœur du roi Alphonse XIII. Ne put succéder à son père en raison de la naissance de son frère, puis à son frère en raison de sa mort prématurée.
- Alphonse de Bourbon-Sicile, né en 1901, mort en 1964, fils de la précédente, prince des Asturies et de Gérone de 1904 à 1907. Ne put succéder à son oncle le roi Alphonse XIII en raison de la naissance de son cousin-germain Alphonse (voir ci-dessous).
- Alphonse, né en 1907, mort en 1938, fils du roi Alphonse XIII, prince des Asturies et de Gérone de 1907  Ne put succéder à son père en raison de la déchéance de son père et de l'abolition de la monarchie en 1931.
- Juan Carlos, né en 1938, fils du comte de Barcelone et petit-fils du roi Alphonse XIII, prince d'Espagne de 1969 à 1975.
- Felipe, né en 1968, fils du roi Juan Carlos Ier, prince des Asturies et de Gérone de 1977 à 2014.
- Leonor, née en 2005, fille du roi Felipe VI, princesse des Asturies et de Gérone depuis 2014.

### Japon

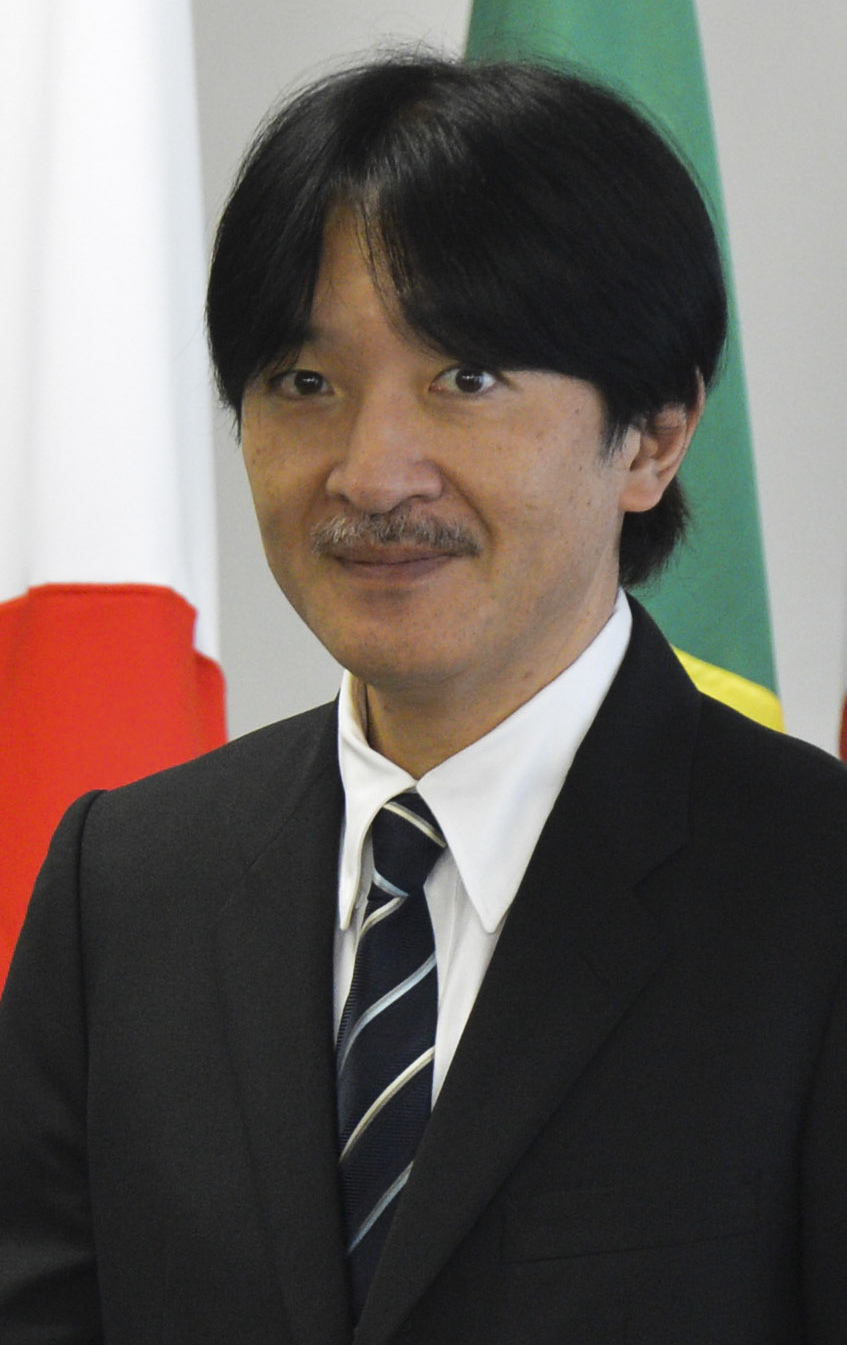
Fumihito d'Akishino, actuel prince héritier impérial du Japon

Au Japon, le prince héritier est appelé Kōtaishi (littéralement : prince héritier impérial). 
- Naruhito, né en 1960, fils de l'empereur Akihito, prince Hiro-no-Miya, prince héritier (kotaishi) de 1990 à 2019
- Fumihito, prince d'Akishino, héritier présomptif depuis 2019.

### Jordanie

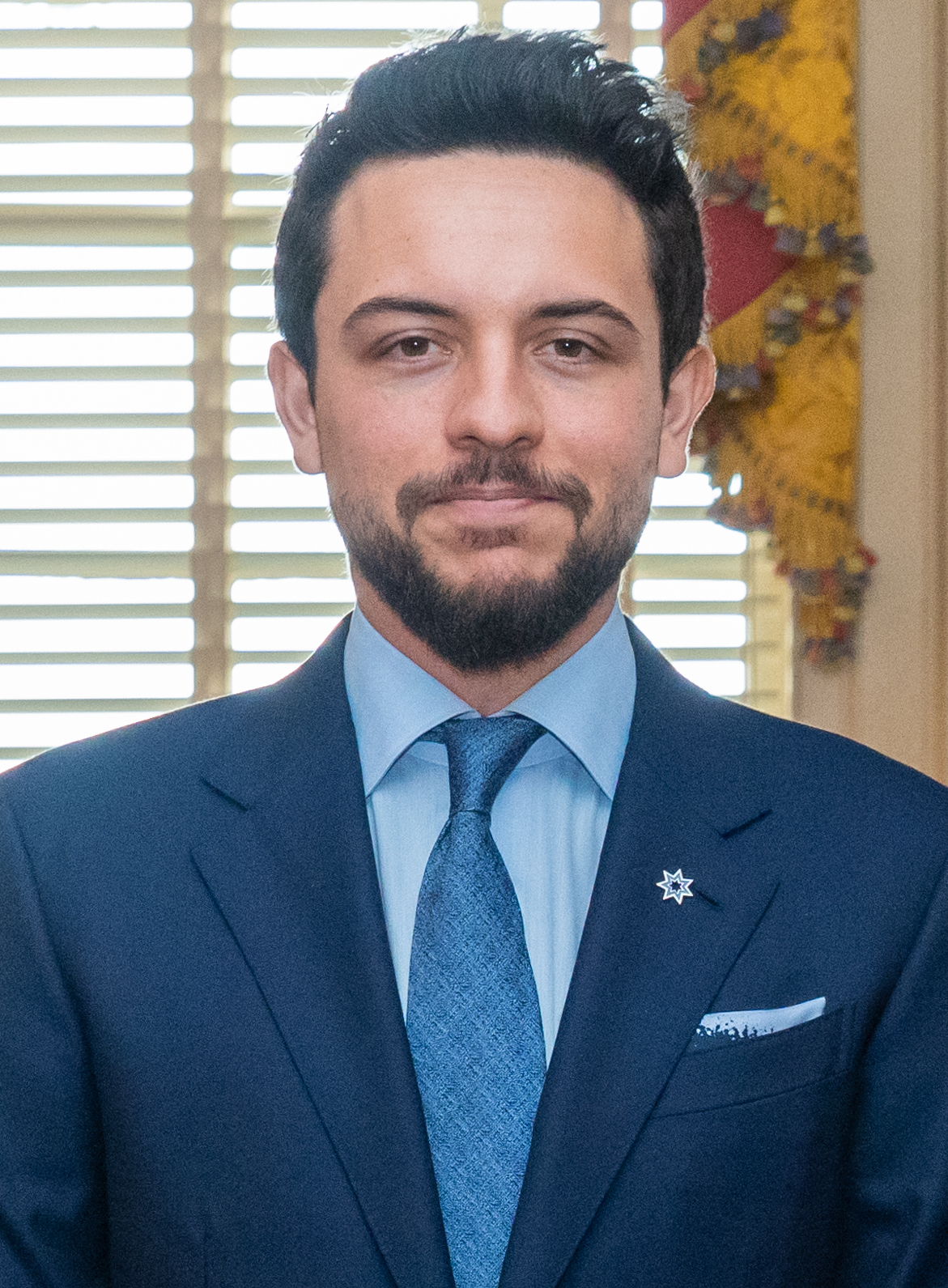
Hussein ben Abdallah, actuel prince héritier de Jordanie

En Jordanie, l'héritier du trône désigné porte le titre de prince héritier.
- Mohammed, né en 1940, frère du roi Hussein Ier, prince héritier de 1952 à 1962. Ne put succéder à son frère en raison de sa renonciation à ses droits au trône.
- Hassan, né en 1947, frère du roi Hussein Ier, prince héritier de 1965 à 1999. Ne put succéder à son frère en raison de sa déchéance d'héritier du trône.
- Hamzah, né en 1980, frère du roi Abdallah II, prince héritier de 1999 à 2004. Ne pourra succéder à son frère en raison de sa renonciation à ses droits au trône.
- Hussein, né en 1994, fils du roi Abdallah II, prince héritier depuis 2009.

### Koweït

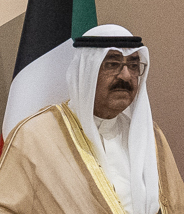
Mishal al-Ahmad al-Jaber al-Sabah, actuel prince héritier du Koweït

Au Koweït, l'héritier désigné du trône porte le titre de prince héritier de l'État.
- Mechaal al-Ahmad al-Jaber al-Sabah, né en 1940, frère de l'émir Nawaf al-Ahmad al-Jaber al-Sabah, prince héritier de l'État de septembre 2020 à décembre 2023.

### Lesotho
Au Lesotho, l'héritier du trône porte le titre de prince héritier.
- Lerotholi Seeiso, né en 2007, fils du roi Letsie III, prince héritier depuis 2007.

### Liechtenstein

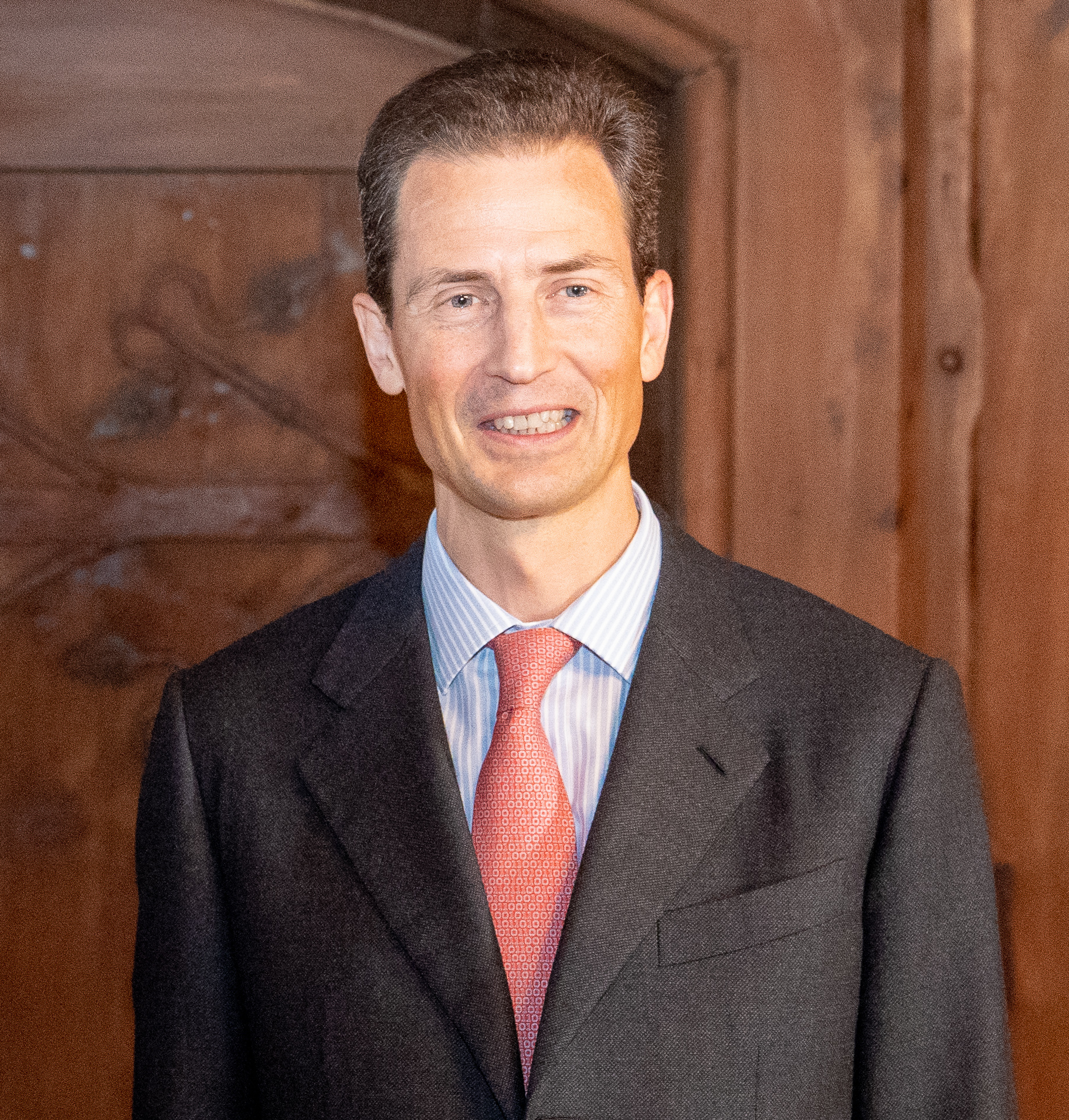
Alois de Liechtenstein, actuel prince héréditaire de Liechtenstein

Au Liechtenstein, l'héritier du trône porte le titre prince héréditaire.
- Alois, né en 1968, fils du prince Hans-Adam II, prince héréditaire depuis 1989.

### Luxembourg

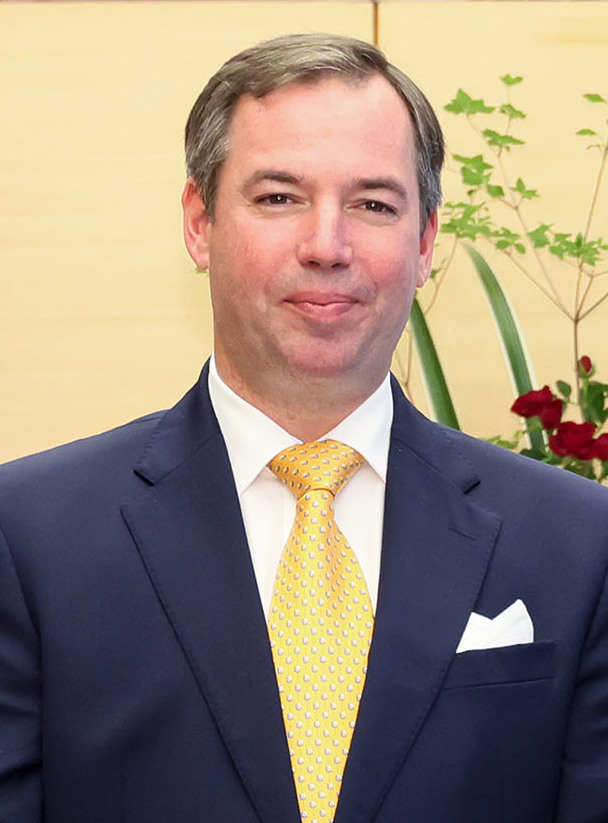
Guillaume de Luxembourg, actuel grand-duc héritier du Luxembourg

Au Luxembourg, l'héritier du trône porte le titre de grand-duc héritier.
- Guillaume, né en 1981, fils du grand-duc Henri, grand-duc héritier depuis 2000.

### États princiers de Malaisie
- Au Johore et à Pahang, l'héritier du trône porte le titre de tengku-mahkota.
- Au Kedah, au Perak, au Perlis et à Selangor, l'héritier du trône porte le titre de radjah-muda.
- Au Kelantan, l'héritier du trône portait le titre de radjah-muda jusqu'en 1835 et depuis de tengku-mahkota.
- Au Terengganu (Trengganu), l'héritier du trône porte le titre de yang-di-pertuan-muda.
- Johor
  - Ismaïl Idris, né en 1984, fils du sultan Ibrahim Ismaïl, prince héritier depuis 2010.
- Kedah
  - Ibrahim, mort en 1815, frère du sultan Ahmed Tajuddin Halim Shah II, prince héritier de 1804 à 1815.
  - Yaakoub, né vers 1778, mort en 1829, frère du précédent, prince héritier de 1815 à 1821. Ne put succéder à son frère, le sultan Ahmed Tajuddin Halim II, qui fut chassé du pouvoir en 1821.
  - Ziauddin, né en 1835, mort en 1909, frère du sultan Ahmed Tajuddin Mukarram Shah, prince héritier de 1859 à 1873. Ne put succéder à son frère en raison de sa déchéance d'héritier du trône.
  - Abdul Aziz, né en 1870, mort en 1907, frère du sultan Abdul Hamid Halim Shah II, prince héritier de 1882 à 1907.
  - Mohammed, né en 1890, mort en 1935, frère du sultan Abdul Hamid Halim II, prince héritier de 1934 à 1935.
  - Abdul Malik, né en 1929, mort en 2015, frère du sultan Abdul Halim Muadzam Shah III, prince héritier de 1981 à 2015. Ne put succéder à son frère en raison de sa mort prématuré.
  - Tunku Sarafudin Badlishah né en 1967, neveu du sultan Abdul Halim Muadzam Shah III prince héritier depuis 2017.
- Kelantan
  - Long Ismaïl, mort en 1838, frère du prince Mohammed Khaliloullah, prince héritier de 1801 à 1835.
  - Bongsu Bachok, mort en 1887, frère du sultan Mohammed II, prince héritier de 1838 à 1886.
  - Abdallah, né en 1916, mort en 1983, fils du sultan Ibrahim II, prince héritier de 1944 à 1948.
  - Mohammed-Faiz, né en 1974, frère du sultan Mohammed V, prince héritier depuis 2010.
- Pahang
  - Abdallah, né en 1959, fils du sultan Ahmed Billah Shah, prince héritier depuis 1975.
- Perak
  - Mousa, mort en 1906, cousin germain du sultan Idris Ier, prince héritier de 1899 à 1906.
  - Mousa, né en 1919, mort en 1983, cousin du sultan Idris II, prince héritier de 1963 à 1983.
  - Ahmed Shiffuddin, né en 1930, mort en 1987, cousin du sultan Azlan Muhibuddin Shah, prince héritier de 1984 à 1987.
  - Nazrin Muizzuddin Shah, né en 1956, fils du sultan Azlan Muhibuddin Shah, prince héritier de 1987 à 2014.
  - Azlan Muzaffar Shah, né en 2008, prince héritier depuis 2014.
- Perlis
  - Mahmoud, mort en 1921, frère du prince Alwi, prince héritier jusqu'en 1921.
  - Faizuddin Putra, né en 1967, fils du prince Sirajuddin, prince héritier depuis 2000.
- Selangor
  - Nala, mort en 1795, frère du sultan Ibrahim Shah, prince héritier de 1782 à 1795.
  - Mahmoud, né en 1844, mort en 1899, cousin germain du sultan Abdul Samad et cousin du sultan Alaeddin Soliman, prince héritier de 1857 à 1899.
  - Laut, né en 1850, mort en 1913, frère du précédent, prince héritier de 1899 à 1913.
  - Amir Shah, né en 1990, fils du sultan Sharafuddin Idris, prince héritier depuis 2002.
- Terengganu
  - Mohammed Ismaïl, né en 1998, fils du sultan Mizan Zainal Abidin, prince héritier depuis 2006.

### Maroc

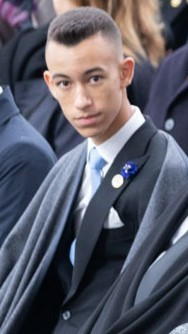
Hassan du Maroc, actuel prince royal héritier du Maroc

Au Maroc, l'héritier du trône porte le titre de prince royal (wali al-Ahd al-amir). 
- Moulay Hassan, né le 8 mai 2003, fils du roi Mohammed VI, prince héritier depuis le 8 mai 2003

### Monaco
À Monaco, l'héritier du trône porte le titre de « prince héréditaire », souvent cumulé avec le titre de marquis des Baux.
- Charlotte, née en 1898, morte en 1977, duchesse de Valentinois, fille du prince Louis II, princesse héréditaire de 1922 à 1944. Ne put succéder à son père en raison de sa renonciation à ses droits au trône.
- Caroline, née en 1957, fille du prince Rainier III et sœur du prince Albert II, princesse de Monaco et héritière dynastique de 1957 à 1958 et de 2005 à 2014.
- Jacques, né en 2014, marquis des Baux, fils du prince Albert II, prince héréditaire depuis 2014.

### Norvège

Haakon de Norvège, actuel prince royal de Norvège

En Norvège, l'héritier du trône porte le titre de prince royal. 
- Haakon de Norvège, né en 1973, fils du roi Harald V, prince royal depuis 1991.

### Pays-Bas

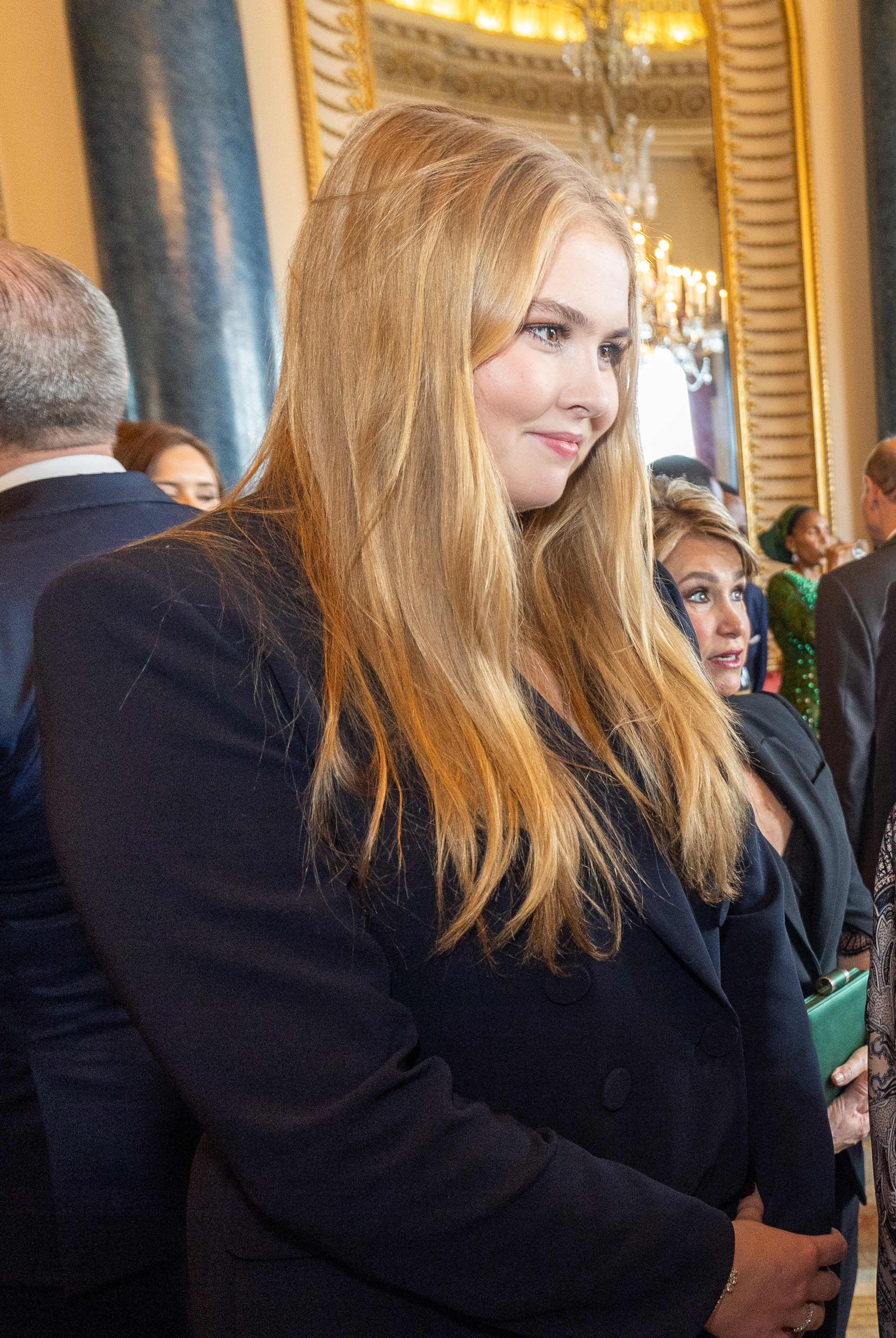
Catharina-Amalia des Pays-Bas, actuelle princesse royale des Pays-Bas

Aux Pays-Bas, le prince héritier porte le titre de prince royal et de prince d'Orange.
- Napoléon-Charles Bonaparte, né en 1802, mort en 1807, fils du roi Louis Ier, prince royal de Hollande de 1806 à 1807. Ne put succéder à son père en raison de sa mort prématurée.
- Catharina-Amalia, née en 2003, fille du roi Willem-Alexander, princesse héritière des Pays-Bas et princesse d'Orange depuis 2013.

### Qatar

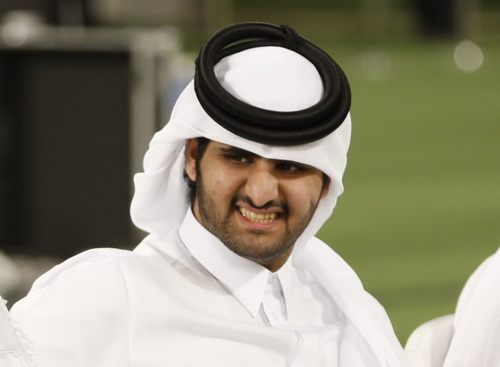
Abdallah ben Hamad Al Thani, actuel prince héritier du Qatar

Au Qatar, l'héritier désigné du trône porte le titre de prince héritier de l'État.
- Hamad ben Abdallah, né en 1896, mort en 1948, fils de l'émir Abdallah Ier, prince héritier de l'État de 1935 à 1948. Ne put succéder à son père en raison de sa mort prématurée, du vivant de son père.
- Jasim ben Hamad, né en 1978, fils de l'émir Hamad Ier, prince héritier de l'État de 1996 à 2003. Ne pourra succéder à son père en raison de sa renonciation à ses droits au trône.
- Tamim ben Hamad, né en 1980, frère du précédent, prince héritier de l'État depuis 2003 à 2013.
- Abdallah ben Hamad, né en 1988, frère du précédent, prince héritier de l'État depuis 2014 (actuel héritier du trône).

### Royaume-Uni de Grande-Bretagne (Angleterre et Écosse)
Au Royaume-Uni, le prince héritier porte les titres de prince de Galles, duc de Cornouailles et comte de Chester, comme héritier du trône d'Angleterre, et de duc de Rothesay, comte de Carrick et seigneur des Îles comme héritier du trône d'Écosse.
- Angleterre :
  - Guillaume Adelin, né en 1102, mort en 1120, fils du roi Henri Ier, duc de Normandie, prince héritier de 1102 à 1120. Ne put succéder à son père en raison de sa mort prématurée.
  - Mathilde l'Emperesse, née en 1103, morte en 1167, sœur du précédent, princesse d'Angleterre, héritière dynastique de 1120 à 1135. Ne put succéder à son père en raison de l'usurpation du trône par son cousin-germain Étienne Ier.
  - Eustache de Blois, né en 1127, mort en 1153, fils du roi Étienne Ier, comte de Boulogne, héritier dynastique de 1135 à 1153. Ne put succéder à son père en raison de sa mort prématurée.
  - Henri le Jeune, né en 1155, mort en 1183, fils du roi Henri II, comte d'Anjou, roi désigné (= prince héritier) de 1170 à 1183. Ne put succéder à son père en raison de sa mort prématurée.
  - Arthur de Bretagne, né en 1187, mort en 1203, neveu du roi Richard Ier (Richard Cœur de Lion), duc de Bretagne, héritier dynastique de 1189 à 1199. Ne put succéder à son oncle en raison de l'usurpation du trône par son oncle Jean (Jean-sans-Terre).
  - Édouard de Woodstock, né en 1330, mort en 1376, fils du roi Édouard III, duc de Guyenne, prince de Galles de 1330 à 1376 et duc de Cornouailles de 1337 à 1376. Ne put succéder à son père en raison de sa mort prématurée.
  - Roger Mortimer, né en 1374, mort en 1398, petit-cousin du roi Richard II, comte de March, héritier dynastique de 1381 à 1398. Ne put succéder à son cousin en raison de sa mort prématurée.
  - Edmond Mortimer, né en 1391, mort en 1425, fils du précédent, comte de March, héritier dynastique du roi Richard II de 1398 en 1399. Ne put succéder à son cousin en raison de la déchéance de ce dernier.
  - Thomas de Lancastre, né en 1388, mort en 1421, frère du roi Henri V, duc de Clarence, héritier dynastique de 1412 à 1421. Ne put succéder à son frère en raison de sa mort prématurée.
  - Jean de Lancastre, né en 1389, mort en 1435, frère du précédent et oncle du roi Henri VI, duc de Bedford, héritier dynastique en 1421 et de 1422 à 1435. Ne put succéder à son frère Henri V en raison de la naissance de son neveu le futur Henri VI puis de sa mort du vivant de son neveu.
  - Humphrey de Lancastre, né en 1390, mort en 1447, frère du précédent et oncle du roi Henri VI, duc de Gloucester, héritier dynastique de 1435 à 1447. Ne put succéder à son neveu en raison de sa mort du vivant de ce dernier.
  - Édouard de Westminster, né en 1453, mort en 1471, fils du roi Henri VI, prince de Galles et duc de Cornouailles de 1453 à 1461 et de 1470 à 1471. Ne put succéder à son père en raison de la déchéance de ce dernier en 1461, puis de sa mort prématurée, du vivant de son père.
  - Georges Plantagenêt, né en 1449, mort en 1478, frère du roi Édouard IV, duc de Clarence, héritier dynastique de 1461 à 1466. Ne put succéder à son frère en raison de la naissance de sa nièce Élisabeth (voir ci-dessous).
  - Richard de Shrewsbury, né en 1473, mort en 1483, frère du roi Édouard V, duc d'York, héritier dynastique en 1483. Ne put succéder à son frère, dont le trône fut usurpé par leur oncle Richard III.
  - Édouard de Middleham, né en 1473, mort en 1484, fils du roi Richard III, prince de Galles et duc de Cornouailles de 1483 à 1484. Ne put succéder à son père en raison de sa mort prématurée.
  - John de La Pole, né en 1462, mort en 1487, neveu du roi Richard III, comte de Lincoln, héritier désigné du trône de 1484 à 1485. Ne put succéder à son oncle en raison de la mort au combat de ce dernier contre son rival, le futur roi Henri VII, qui s'empara du trône.
  - Arthur Tudor, né en 1486, mort en 1502, fils du roi Henri VII, prince de Galles et duc de Cornouailles de 1486 à 1502. Ne put succéder à son père en raison de sa mort prématurée.
- Écosse :
  - Henri de Huntingdon, né en 1115, mort en 1152, fils du roi David Ier, comte de Huntingdon, prince héritier de 1124 à 1152. Ne put succéder à son père en raison de sa mort prématurée.
  - Alexandre, né en 1264, mort en 1284, fils du roi Alexandre III, prince héritier d’Écosse de 1264 à 1284. Ne put succéder à son père en raison de sa mort prématurée.
  - David Stuart, né en 1378, mort en 1402, fils du roi Robert III, duc de Rothesay de 1399 à 1402. Ne put succéder à son père en raison de sa mort prématurée.
  - Jacques Hamilton, né en 1515, mort en 1575, cousin de la reine Marie Ire (Marie Stuart), comte d'Arran, héritier dynastique de 1542 à 1566. Ne put succéder à sa cousine en raison de la naissance de son petit-cousin, le futur Jacques VI, fils de la reine.
- Grande-Bretagne :

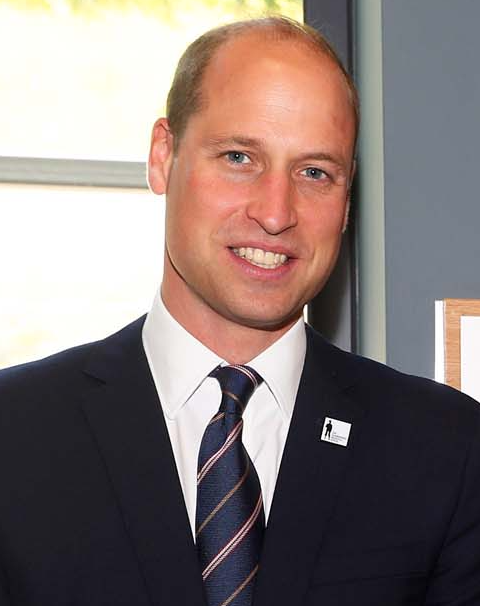
William de Galles, actuel prince héritier du Royaume-Uni

- - Henri-Frédéric Stuart, né en 1594, mort en 1612, fils du roi Jacques Ier (Jacques VI en Écosse), duc de Rothesay de 1594 à 1612, prince de Galles et duc de Cornouailles de 1603 à 1612. Ne put succéder à son père en raison de sa mort prématurée.
  - Jacques François Stuart, né en 1688, mort en 1766, fils du roi Jacques II (Jacques VII en Écosse), prince de Galles, duc de Cornouailles et de Rothesay en 1688. Ne put succéder à son père en raison de la déchéance de ce dernier en 1688. Il devint de la mort de son père en 1701 et jusqu'en 1766, prétendant Jacobite aux trônes d'Angleterre et d’Écosse sous le nom de Jacques III.
  - Frédéric de Galles, né en 1707, mort en 1751, fils du roi George II, prince de Galles, duc de Cornouailles et de Rothesay de 1727 à 1751. Ne put succéder à son père en raison de sa mort prématurée.
  - Frédéric d'York, né en 1763, mort en 1827, frère du roi Georges IV, duc d'York et d'Albany, héritier dynastique de 1820 à 1827. Ne put succéder à son frère en raison de sa mort, du vivant de ce dernier.
  - Ernest-Auguste d'Hanovre, né en 1771, mort en 1851, oncle de la reine Victoria, héritier présomptif de 1837 à 1840. Ne put succéder à sa nièce en raison de la naissance de sa petite-nièce Victoria (voir ci-dessous).
  - Victoria, née en 1840, morte en 1901, fille aînée de la reine Victoria, héritière présomptive de 1840 à 1841. Ne put succéder à sa mère en raison de la naissance de son frère Albert, le futur Édouard VII.
  - William, né en 1982, fils du roi Charles III, duc de Cambridge et comte de Strathearn depuis 2011, prince de Galles, duc de Cornouailles et de Rothesay, et comte de Chester et de Carrick depuis 2022.

### Suède

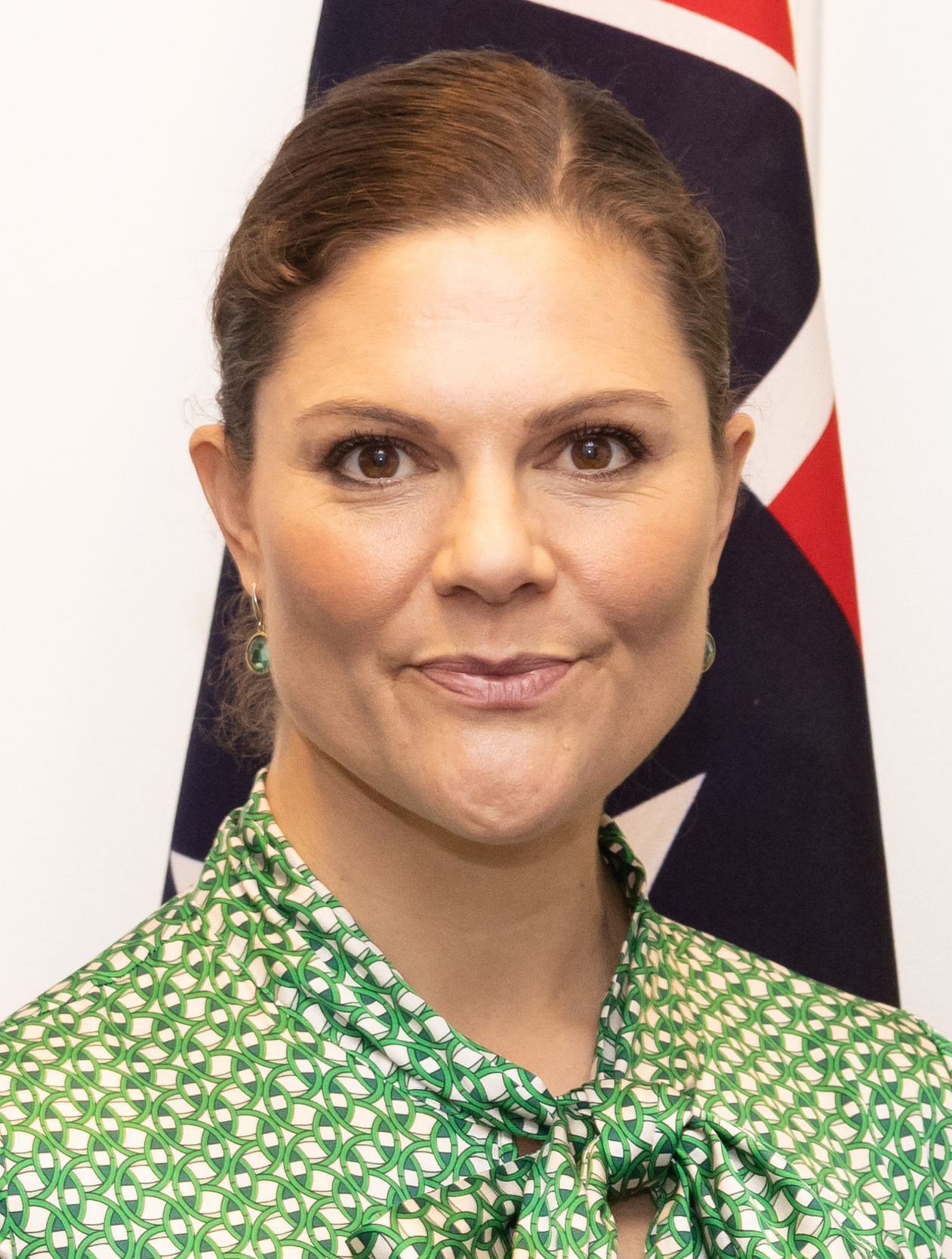
Victoria de Suède, actuelle princesse royale de Suède

En Suède, l'héritier du trône porte le titre de prince royal.
- Gustave, né en 1799, mort en 1877, fils du roi Gustave IV Adolphe, prince royal de 1799 à 1809. Ne put succéder à son père en raison d'un coup d'État qui proclama la déchéance et obtint l'abdication de ce dernier.
- Christian-Auguste, né en 1768, mort en 1810, fils adoptif et cousin du roi Charles XIII, prince royal de 1809 à 1810. Ne put succéder à son père adoptif en raison de sa mort prématurée.
- Bertil, né en 1912, mort en 1997, oncle du roi Charles XVI Gustave, duc de Halland, prince royal de 1973 à 1979. N'a pu succéder à son neveu en raison de la naissance de son petit-neveu Charles-Philippe (voir ci-dessous).
- Charles-Philippe, né en 1979, fils du roi Charles XVI Gustave, prince royal de 1979 à 1980. Relégué derrière sa sœur Victoria dans l’ordre de succession lors de la modification de la succession au trône qui a supprimé la loi salique et établi la primogéniture simple.
- Victoria, née en 1977, sœur du précédent, duchesse de Västergötland, princesse royale depuis 1980.

### Thaïlande (ex-Siam)

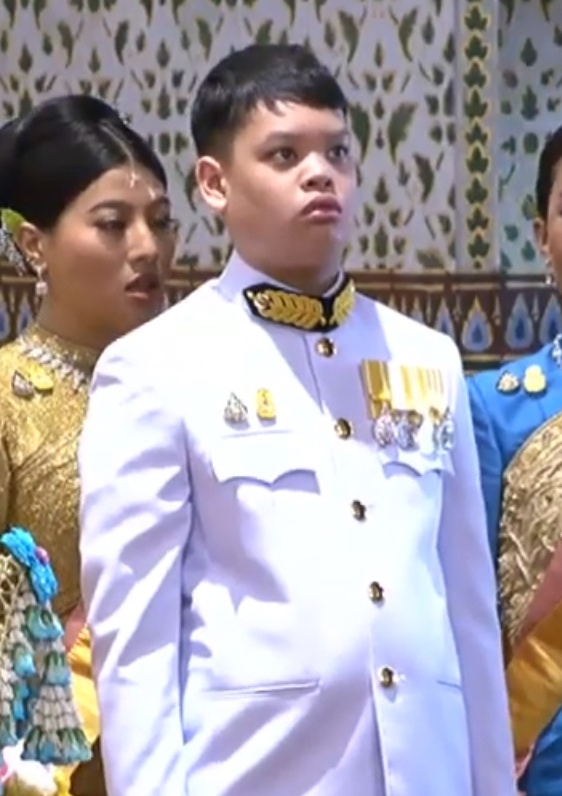
Dipangkorn Rasmijoti, actuel prince héritier de Thaïlande

En Thaïlande (ex Siam), l'héritier du trône porte le titre de prince héritier.
- Vajirunhis (1878-1895), fils du roi Chulalongkorn, prince héritier de Siam de 1886 à 1895. Ne peut succéder à son père en raison de sa mort prématurée.
- Vajiralongkorn (né en 1952), fils du roi Bhumibol, prince héritier de Thaïlande de 1972 à 2016. Succède à son père.
- Dipangkorn Rasmijoti (né en 2005), fils du roi Vajiralongkorn, actuel héritier présomptif de Thaïlande.

### Tonga

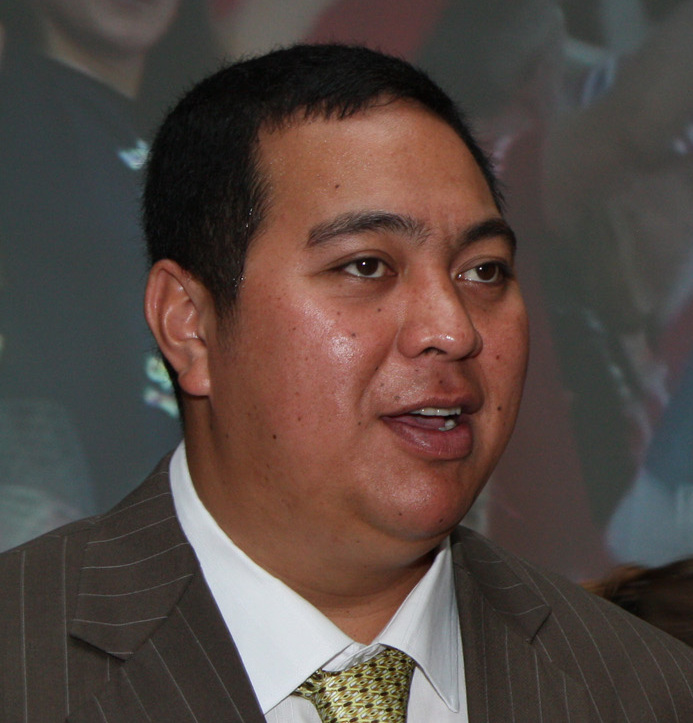
Siaosi Manumataongo Tukuʻaho, actuel prince héritier des Tonga

Aux Tonga, l'héritier du trône porte le titre de prince héritier.
- Tevita-Unga-Motangitau, né en 1824, mort en 1879, fils du roi George-Tupou Ier, prince héritier de 1875 à 1879. Ne put succéder à son père en raison de sa mort prématurée, du vivant de son père.
- Uelingatoni-Tupou-Malohi, né en 1854, mort en 1885, fils du précédent, prince héritier de 1879 à 1885. Ne put succéder à son grand-père en raison de sa mort prématurée.
- Nalesoni-Laifone-Unga, né en 1859, mort en 1889, frère du précédent, prince héritier de 1885 à 1889. Ne put succéder à son grand-père en raison de sa mort prématurée.
- Elisivia-Fusipala-Taukionotuku, née en 1850, morte en 1889, sœur des deux précédents, princesse héritière en 1889. Ne put succéder à son grand-père en raison de sa mort prématurée.
- Siaosi-Manumataongo, né en 1985, fils du roi Tupou VI, prince héritier depuis 2012.

### Autres
Seuls le Cambodge, la Malaisie, le Swaziland et l'État princier de Negeri Sembilan sont des monarchies dépourvues de prince héritier.
- Au Cambodge, c'est le Conseil du Trône, qui choisit le nouveau roi parmi les princes de la dynastie, le plus apte à régner.
- Au Swaziland, c'est le Conseil royal, qui choisit le nouveau Roi parmi les princes, fils du monarque précédent.
- En Malaisie, le roi est élu tous les 5 ans, parmi les 9 souverains des États princiers (Johore, Kedah, Kelantan, Negeri Sembilan, Pahang, Perak, Perlis, Selangor et Terengganu) qui composent le pays.
- Au Negeri Sembilan (Negri-Sembilan), État princier lui-même composé de cinq petits États princiers (Jelebu, Johol, Rembau, Sungai-Ujong et Tampin), ce sont quatre de ces cinq souverains (ceux de Jelebu, Johol, Rembau et Sungai-Ujong) qui, réunis en Conseil (l'Undang), choisissent le nouveau sultan parmi les princes les plus titrés et les plus notables de la dynastie régnante du Negeri-Sembilan.

## Liste de princes héritiers n'ayant pu accéder au trône des monarchies disparues

### Empire romain
Dans l'Empire, l'héritier désigné du trône portait généralement jusqu'en l'an 96 le titre de prince de la jeunesse puis celui de césar et plusieurs héritiers pouvaient être nommés en même temps.
- Caius Julius Caesar Vipsanianus, né en 20 av. J.-C., mort en 4, petit-fils de l'empereur Auguste, et son frère Lucius Julius Caesar Vipsanianus, né en 17 av. J.-C., mort en 2, cohéritiers de 17 av. J.-C. à leurs morts. Ne purent succéder à leur grand-père en raison de leur mort prématurée.
- Nero Julius Caesar Germanicus (Germanicus), né en 15 av. J.-C., mort en 19, neveu et fils adoptif de l'empereur Tibère, fut héritier de 14 à 19. Ne put succéder à son oncle et père adoptif en raison de sa mort prématurée.
- Julius Caesar Drusus (Drusus II), né en 13 av. J.-C., mort en 31, fils de l'empereur Tibère, héritier de 19 à 31. Ne put succéder à père en raison de sa mort prématurée.
- Nero Iulius Caesar, né vers 6, mort en 31, fils de Germanicus et petit-neveu de l'empereur Tibère, et son frère Drusus Julius Caesar (Drusus III), né en 7, mort en 33, cohéritiers, le 1er de 23 à 29, le 2e de 23 à 30. Ne purent succéder à leur grand-oncle en raison de leurs destitutions d'héritiers impériaux.
- Tiberius Julius Caesar Nero Gemellus, né en 19, mort en 37, fils de Julius Caesar Drusus (Drusus II), cohéritier de 31 à 37, avec son cousin le futur empereur Caligula, qui l'écarta du trône à la mort de son grand-père, mais l'adopta pour en faire son héritier. Ne put succéder à son cousin en raison de sa mort prématurée.
- Tiberius Claudius Caesar Britannicus (Britannicus), né en 41, mort en 55, fils de l'empereur Claude, héritier de 41 à 50. Ne put succéder à son père, en raison de l'adoption que fit ce dernier du futur empereur Néron, qui en faisait son frère aîné.
- Lucius Calpurnius Piso Licinianus, né en 38, mort en 69, fils adoptif de l'empereur Galba, héritier de 68 à 69. Ne put succéder à son père adoptif en raison de leurs morts à tous les deux.
- Aulus Vitellius Germanicus, né en 63, mort en 69, fils de l'empereur Vitellius, héritier en 69. Ne put succéder à son père en raison de leurs morts à tous les deux.
- Titus Flavius Domitianus, né en 73, mort en 82, fils de l'empereur Domitien, héritier de 81 à 82. Ne put succéder à son père en raison de sa mort prématurée.
- Flavius Vespasianus[Qui ?], né en 88, mort en 95 et son frère Flavius Domitianus[Qui ?], né en 90, mort en 95, petits-cousins et fils adoptifs de l'empereur Domitien, cohéritiers de 90 à 95. Ne purent succéder à leur père d'adoption en raison de leurs morts prématurées.
- Lucius Aelius, né en 101, mort en 138, fils adoptif de l'empereur Hadrien, cohéritier de 136 à 138, avec le futur empereur Antonin. Ne put succéder à son père adoptif en raison de sa mort prématurée.
- Publius Helvius Pertinax Julior, né en 180, mort en 212, fils de l'empereur Pertinax, héritier en 193. Ne put succéder à son père en raison d'un changement dynastique.
- Caius Julius Verus Maximus (Maxime), né vers 218, mort en 238, fils de l'empereur Maximin Ier, héritier de 236 à 238. Ne put succéder à son père en raison de leurs morts à tous les deux.
- Publius Cornelius Valerianus (Valérien II), né vers 240, mort en 258, fils du futur empereur Gallien, avec qui il fut le cohéritier de son grand-père l'empereur Valérien Ier, de 256 à 258. Ne put succéder à son grand-père en raison de sa mort prématurée.
- Publius Licinius Cornelius Saloninus Valerianus (Salonin), né vers 242, mort en 260, fils du futur empereur Gallien, cohéritier avec son père de 258 à 260. Ne put succéder à son père en raison de sa mort prématurée.
- Publius Licinius Egnatius Marinianus (Marinien), né vers 249, mort en 268, fils de l'empereur Gallien, héritier de 260 à 268. Ne put succéder à son père en raison de leurs morts à tous les deux.
- Marcus Aurelius Nigrinianus (Nigrinien), mort en 284, fils de l'empereur Carin, héritier de 283 à 284. Ne put succéder à son père en raison de sa mort prématurée.
- Flavius Valerius Constantinus Licinianus (Licinius II), mort en 324, fils de l'empereur Licinius, qui régnait en Orient, héritier de 317 à 324. Ne put succéder à son père en raison de sa mort et de la déchéance de son père.
- Flavius Julius Crispus Caesar (Crispus), né vers 305, mort en 326, fils de l'empereur Constantin Ier, qui régnait en Occident puis sur tout l'Empire, héritier de 317 à 326. Ne put succéder à son père en raison de sa mort prématurée.
- Flavius Dalmatius, mort en 337 et son frère Flavius Hannibalianus (Annibalien), mort en 338, neveux de l'empereur Constantin Ier. Cohéritiers de 335 à 337 avec leurs cousins-germains, les futurs empereurs Constantin II, Constant Ier et Constance II. Ne purent succéder à leur oncle, le 1er en raison de sa mort, le 2e pour avoir été écarté du trône impérial par ses cousins germains.
- Flavius Claudius Constantius Gallus (Constantius Gallus), né vers 325, mort en 354, cousin-germain de l'empereur Constance II, héritier de 351 à 354. Ne put succéder à son cousin-germain en raison de sa mort prématurée.
- Palladius, né vers 420, mort en 455, fils de l'empereur Pétrone Maxime, héritier en 455. Ne put succéder à son père en raison de leurs morts à tous les deux.

### Afghanistan
En Afghanistan, l'héritier désigné du trône portait le titre de « wali-ahad » (littéralement : prince héritier).
- Mohammed-Akbar-Khan, né en 1816, mort en 1845, fils de l'émir Dost-Mohammed-Khan, wali-ahad de 1842 à 1845. Ne put succéder à son père en raison de sa mort prématurée.
- Gholam-Haïdar-Khan, né en 1816, mort en 1858, frère du précédent, wali-ahad de 1845 à 1858. Ne put succéder à son père en raison de sa mort prématurée, du vivant de ce dernier.
- Abdallah-Yan-Khan, né en 1862, mort en 1878, fils de l'émir Chir-Ali-Khan, wali-ahad de 1874 à 1878. Ne put succéder à son père en raison de sa mort prématurée.
- Mousa-Yan-Khan, né en 1868, mort en 1951, fils de l'émir Mohammed-Yakoub-Khan, wali-ahad de 1879 à 1880. Ne put succéder à son père en raison de la déchéance de ce dernier en 1880.
- Rahmatoullah-Yan-Khan, né en 1921, mort en 2009, fils du roi Amanoullah-Khan, wali-ahad de 1928 à 1929. Ne put succéder à son père, en raison d'une révolte qui contraignit ce dernier à abdiquer en 1929.
- Ahmed-Chah, né en 1934, mort en 2024, fils du roi Mohammed-Zahir-Chah, wali-ahad de 1942 à 1973. Ne put succéder à son père en raison d'un coup d'État qui chassa ce dernier de son trône et abolit la monarchie en 1973. Fut, depuis la mort de son père, en 2007, et jusqu'en 2024, prétendant au trône d'Afghanistan.

### Albanie
En Albanie, l'héritier du trône (princier ou royal) portait généralement le titre de « prince héritier ».
- Charles-Victor, né en 1913, mort en 1973, fils du prince Guillaume Ier (Guillaume de Wied), prince héritier d'Albanie de 1914 à 1920. Ne put succéder à son père, en raison de la déchéance de son père. Fut de la mort de son père, en 1945 et jusqu'en 1973, prétendant au trône princier d'Albanie.
- Tati Kryeziu, né en 1928, mort en 1993, neveu du roi Zog, prince du Kosovo et héritier désigné de 1931 à 1939. Ne put succéder à son oncle, en raison de la naissance de son cousin-germain, le prince Leka.
- Leka, né en 1939, mort en 2011, fils du roi Zog, prince héritier d'Albanie en 1939. Ne put succéder à son père, en raison de l'invasion italienne de 1939. Fut depuis la mort de son père, en 1961 et jusqu'en 2011, prétendant au trône royal d'Albanie sous le nom de Leka Ier. Depuis 2011, son fils est prétendant au trône sous le nom de Leka II.

### Allemagne
Dans l'Empire allemand, le terme de Kronprinz (littéralement : « prince de la couronne ») désignait le prince héritier du trône impérial allemand mais aussi du trône royal de Prusse. Le Kronprinz est ainsi le nom donné à Guillaume de Prusse, fils de l'empereur Guillaume II d'Allemagne. Kronprinz était aussi porté par l'héritier du royaume de Hanovre, du royaume de Saxe et du royaume de Würtemberg, dans le sens littéral de prince royal. Les autres États qui composaient l'Empire allemand utilisaient pour leurs princes héritiers les titres suivants :
- Erbprinz (littéralement : « prince héritier ») pour le royaume de Bavière et le grand-duché de Bade,
- « grand-duc héritier » pour les grands-duchés de Hesse, de Mecklembourg, d'Oldenbourg et de Saxe-Weimar-Eisenach.
- Frédéric-Guillaume, né en 1882, mort en 1951, fils de l'empereur et roi (kaiser) Guillaume II, kronprinz de l'Empire allemand et du royaume de Prusse de 1888 à 1918. Ne put succéder à son père en raison des mouvements révolutionnaires qui contraignirent ce dernier à abdiquer et qui abolirent la monarchie à la suite de la défaite du pays à l'issue de la 1re guerre mondiale en 1918. Fut de la mort de son père, en 1941 et jusqu'à sa mort en 1951, prétendant au trône d'Allemagne et de Prusse sous le nom de Guillaume III.
- Bade :
  - Charles-Louis, né en 1755, mort en 1801, fils du margrave puis grand-duc Charles-Frédéric, erbprinz de 1755 à 1801. Ne put succéder à son père en raison de sa mort prématurée.
  - Maximilien (Max), né en 1867, mort en 1929, cousin-germain du grand-duc Frédéric II, prince de Bade, héritier dynastique de 1907 à 1918. Ne put succéder à son cousin-germain en raison des événements issus de la 1re guerre mondiale qui contraignirent ce dernier à abdiquer et à l'abolition de toutes les monarchies allemandes. Fut de la mort de son cousin-germain, en 1928 et jusqu'en 1929, prétendant au trône de Bade sous le nom de Maximilien Ier.
- Bavière :
  - Luitpold, né en 1821, mort en 1912, oncle du roi Otton Ier, prince-régent du royaume et héritier dynastique de 1886 à 1912. Ne put succéder à son neveu en raison de sa mort, du vivant de ce dernier.
  - Robert (Rupprecht), né en 1869, mort en 1955, fils du roi Louis III, erbprinz de 1913 à 1918. Ne put succéder à son père en raison des événements issus de la 1re guerre mondiale, qui contraignirent ce dernier à abdiquer et à l'abolition de toutes les monarchies allemandes en 1918. Fut de la mort de son père, en 1921 et jusqu'en 1955, prétendant au trône de Bavière sous le nom de Robert (Rupprecht) Ier.
- Hanovre :
  - Frédéric-Auguste, né en 1763, mort en 1827, frère du roi George IV, prince-évêque d'Osnabrück, héritier dynastique de 1820 à 1827. Ne put succéder à son frère en raison de sa mort, du vivant de ce dernier.
  - Ernest-Auguste, né en 1845, mort en 1923, fils du roi Georges V, kronprinz de 1851 à 1866. Ne put succéder à son père en raison d'une défaite militaire qui provoqua la disparition du royaume de Hanovre en 1866. Fut de la mort de son père, en 1878 et jusqu'en 1913, prétendant au trône de Hanovre sous le nom d'Ernest-Auguste II.
- Hesse :
  - Charles, né en 1809, mort en 1877, frère du grand-duc Louis III, prince de Hesse-Darmstadt, héritier dynastique de 1848 à 1877. Ne put succéder à son frère en raison de sa mort, du vivant de ce dernier.
  - Georges, né en 1906, mort en 1937, fils du grand-duc Ernest-Louis, grand-duc héritier de 1906 à 1918. Ne put succéder à son père en raison des événements issus de la 1re guerre mondiale qui contraignirent ce dernier à abdiquer et à l'abolition de toutes les monarchies allemandes en 1918. Fut brièvement à la mort de son père, en 1937, prétendant au trône de Hesse-Darmstadt sous le nom de Georges Ier.
- Hesse-Cassel :
  - Guillaume, né en 1787, mort en 1867, cousin du prince-électeur Frédéric-Guillaume Ier, landgrave de Hesse-Kassel, héritier dynastique de 1847 à 1866. Ne put succéder à son cousin en raison d'une défaite militaire qui provoqua la disparition de la Principauté-Électorale de Hesse-Cassel en 1866.
- Mecklembourg-Schwerin :
  - Frédéric-Louis, né en 1778, mort en 1819, fils du duc puis grand-duc Frédéric-François Ier de Mecklembourg-Schwerin, erbprinz puis grand-duc héritier de Mecklembourg-Schwerin de 1785 à 1819. Ne put succéder à son père en raison de sa mort prématurée.
  - Paul-Frédéric, né en 1852, mort en 1923, oncle du grand-duc Frédéric-François IV de Mecklembourg-Schwerin, duc de Mecklembourg-Schwerin, héritier dynastique de 1897 à 1910. Ne put succéder à son neveu en raison de la naissance de son petit-neveu Frédéric-François (voir ci-dessous).
- Mecklembourg-Strelitz :
  - Charles-Michel, né en 1863, mort en 1934, cousin du grand-duc Adolphe-Frédéric VI de Mecklembourg-Strelitz, duc de Mecklembourg-Strelitz, héritier dynastique en 1914. Ne put succéder à son cousin en raison de sa renonciation à ses droits au trône en 1914.
  - Frédéric-François, né en 1910, mort en 2001, fils du grand-duc Frédéric-François IV de Mecklembourg-Schwerin puis de Mecklembourg, grand-duc héritier de Mecklembourg-Schwerin de 1910 à 1918 puis de Mecklembourg en 1918. Ne put succéder à son père en raison des événements issus de la 1re guerre mondiale qui contraignirent ce dernier à abdiquer et à l'abolition de toutes monarchies allemandes en 1918. Fut de la mort de son père, en 1945 et jusqu'en 2001, prétendant au trône de Mecklembourg sous le nom de Frédéric-François V.
- Oldenbourg :
  - Nicolas, né en 1897, mort en 1970, fils du grand-duc Frédéric-Auguste, grand-duc héritier de 1900 à 1918. Ne put succéder à son père en raison des événements issus de la 1re guerre mondiale qui contraignirent ce dernier à abdiquer et à l'abolition de toutes les monarchies allemandes en 1918. Fut de la mort de son père, en 1931 et jusqu'en 1970, prétendant au trône d'Oldenbourg sous le nom de Nicolas Ier.
- Saxe :
  - Maximilien, né en 1759, mort en 1838, frère du roi Antoine Ier, prince de Saxe, héritier dynastique de 1827 à 1830. Ne put succéder à son frère en raison de sa renonciation à ses droits au trône.
  - Georges, né en 1893, mort en 1943, fils du roi Frédéric-Auguste III, kronprinz de 1904 à 1918. Ne put succéder à son père en raison des événements issus de la 1re guerre mondiale, qui contraignirent ce dernier à abdiquer et à l'abolition de toutes les monarchies allemandes en 1918.
- Saxe-Weimar-Eisenach :
  - Charles-Auguste, né en 1844, mort en 1873, fils du grand-duc Charles-Alexandre, grand-duc héritier de 1853 à 1873. Ne put succéder à son père en raison de sa mort prématurée.
  - Charles-Auguste, né en 1912, mort en 1988, fils du grand-duc Guillaume-Ernest, grand-duc héritier de 1912 à 1918. Ne put succéder à son père en raison des événements issus de la 1re guerre mondiale qui contraignirent ce dernier à abdiquer et à l'abolition de toutes les monarchies allemandes en 1918. Fut de la mort de son père, en 1923 et jusqu'en 1988, prétendant au trône de Saxe-Weimar-Eisenach sous le nom de Charles-Auguste II.
- Wurtemberg :
  - Frédéric, né en 1808, mort en 1870, cousin du roi Charles Ier, duc de Wurtemberg, héritier dynastique de 1864 à 1870. Ne put succéder à son cousin en raison de sa mort, du vivant de ce dernier.
  - Philippe, né en 1838, mort en 1917, cousin du roi Guillaume II, duc de Wurtemberg, héritier dynastique de 1891 à 1917. Ne put succéder à son cousin en raison de sa mort, du vivant de ce dernier.
  - Albert, né en 1865, mort en 1939, fils du précédent, duc de Wurtemberg, héritier dynastique du roi Guillaume II de 1917 à 1918. Ne put lui succéder en raison des événements issus de la 1re guerre mondiale, qui contraignirent son cousin Guillaume II à abdiquer et à l'abolition de toutes les monarchies allemandes en 1918. Fut de la mort de son cousin le Roi, en 1921 et jusqu'en 1939, prétendant au trône de Wurtemberg sous le nom d'Albert Ier.

### Aragon
Dans l'ancien royaume d'Aragon, le prince héritier portait, à partir de 1351, le titre de duc puis de prince de Gérone.
- Alphonse, né en 1229, mort en 1260, fils du roi Jacques Ier, prince héritier de 1229 à 1260. Ne put succéder à son père en raison de sa mort, du vivant de ce dernier.
- Jacques, né en 1296, mort en 1334, fils du roi Jacques II, prince héritier de 1296 à 1319. Ne put succéder à son père en raison de sa renonciation à ses droits au trône.
- Jacques, né en 1382, mort en 1388, fils du roi Jean Ier, duc de Gérone de 1382 à 1388. Ne put succéder à son père en raison de sa mort prématurée.
- Jean, né en 1478, mort en 1497, fils du roi Ferdinand II, prince de Gérone de 1479 à 1497. Ne put succéder à son père en raison de sa mort prématurée.
- Isabelle, née en 1470, morte en 1498, sœur du précédent, princesse de Gérone de 1497 à 1498. Ne put succéder à son père en raison de sa mort prématurée.
- Michel (Miguel) de Portugal, né en 1478, mort en 1500, fils de la précédente, prince de Gérone de 1498 à 1500. Ne put succéder à son grand-père le roi Ferdinand II, en raison de sa mort prématurée.

### Autriche
- François-Charles, né en 1802, mort en 1878, frère de l'empereur Ferdinand Ier d'Autriche (roi Ferdinand V de Hongrie), archiduc d'Autriche et prince de Hongrie, héritier dynastique de 1835 à 1848. Ne put succéder à son frère en raison de sa renonciation au trône de cette double monarchie.
- Maximilien, né en 1832, mort exécuté par les républicains mexicains en 1867, fils de l'archiduc François-Charles et frère de l'empereur François-Joseph Ier, archiduc héritier et prince impérial d'Autriche de 1848 à 1858. Ne put succéder à son frère en raison de la naissance de son neveu Rodolphe.

### Autriche-Hongrie
- Rodolphe, né en 1858, mort en 1889, fils de l'empereur et roi François-Joseph Ier, archiduc d'Autriche, prince héritier impérial d'Autriche et royal de Hongrie de 1858 à 1889. Ne put succéder à son père en raison de sa mort prématurée.
- Charles-Louis, né en 1833, mort en 1896, frère de l'empereur et roi François-Joseph Ier, archiduc d'Autriche, prince héritier impérial d'Autriche et royal de Hongrie de 1889 à 1896. Ne put succéder à son frère en raison de sa mort, du vivant de ce dernier.
- François-Ferdinand, né en 1863, mort en 1914, fils du précédent, archiduc d'Autriche, prince héritier impérial d'Autriche et royal de Hongrie de 1896 à 1914. Ne put succéder à son oncle, l'empereur et roi François-Joseph Ier, en raison de sa mort prématurée.
- Charles, succède à son grand-oncle François-Joseph Ier le 22 novembre 1916. Renonce à la « participation aux affaires de l'État » en Autriche le 16 novembre 1918 ; il est renversé en Hongrie le même jour, lors de la proclamation de la république.
- Otton (Otto), né en 1912, mort en 2011, fils de l'empereur Charles Ier d'Autriche et roi Charles IV de Hongrie, archiduc d'Autriche, prince héritier impérial d'Autriche et royal de Hongrie de 1916 à 1918. Ne put succéder à son père en raison de mouvements révolutionnaires qui contraignirent son père à abandonner le trône de cette double monarchie et qui abolirent la monarchie en Autriche et en Hongrie à la suite de la défaite de ces deux pays à l'issue de la 1re guerre mondiale en 1918. Fut de la mort de son père, en 1922 et jusqu'en 2007, prétendant au trône d'Autriche sous le nom d'Otton Ier et de Hongrie sous celui d'Otton II.

### Bavière
- Rupprecht de Bavière, prince-héritier de la couronne de Bavière, ne peut accéder au trône, en raison de l'abdication de son père, le roi Louis III.

### Birmanie
En Birmanie, les successions au trône étaient généralement le fait d'un prince de la dynastie, qui par audace, chance ou coup de force s'assurait du trône. Néanmoins, le roi Bodawpaya, désigna l'un de ses fils comme prince héritier.
- Maung-Yik, né en 1762, mort en 1808, fils du roi Bodawpaya, prince héritier de 1784 à 1808 et prince de Debiyen. Ne put succéder à son père en raison de sa mort prématurée.

### Brésil
Au Brésil, le prince héritier était désigné sous le titre de prince impérial. Le fils aîné du prince impérial était lui-même titré « prince de Grão-Para ».
- Janvière (Januaria), née en 1822, morte en 1901, sœur de l'empereur Pierre (Pedro) II, princesse Impériale de 1835 à 1845. Ne put succéder à son frère en raison de la naissance de son neveu Alphonse (voir ci-dessous).
- Alphonse (Afonso), né en 1845, mort en 1847, fils de l'empereur Pierre (Pedro) II, prince Impérial de 1845 à 1847. Ne put succéder à son père en raison de sa mort prématurée.
- Pierre (Pedro), né en 1848, mort en 1850, fils de l'empereur Pierre (Pedro) II, prince Impérial de 1848 à 1850. Ne put succéder à son père en raison de sa mort prématurée.
- Isabelle (Isabel), née en 1846, morte en 1921, sœur des deux précédents, princesse Impériale de 1847 à 1848 et de 1850 à 1889. Ne put succéder à son père en raison d'une insurrection militaire qui chassa ce dernier de son trône et abolit la monarchie en 1889. Fut de la mort de son père, en 1891 et jusqu'en 1921, prétendante au trône du Brésil sous le nom d'Isabelle (Izabel) Ire.

### Bulgarie
En Bulgarie, le prince héritier était nommé prince royal de Bulgarie et prince de Tarnovo.
- Cyrille, né en 1895, mort en 1945, frère du roi Boris III, prince de Preslaw, héritier dynastique de 1918 à 1937. Ne put succéder à son frère en raison de la naissance de son neveu, le futur roi Siméon II.

### Burundi
- Louis-Rwagasore, né en 1932, mort en 1961, fils du roi Mwambutsa IV, prince héritier jusqu'en 1961. Ne put succéder à son père en raison de sa mort prématurée.

### Castille
- Dans l'ancien royaume de Castille : le prince héritier portait, à partir de 1388, le titre de prince des Asturies.
- Ferdinand, né vers 1255, mort en 1275, fils du roi Alphonse X (Alphonse le Sage), infant et prince héritier de 1255 à 1275. Ne put succéder à son père en raison de sa mort prématurée.
- Alphonse (dit de la Cerda), né vers 1270, mort en 1324, fils du précédent, infant de Castille, héritier dynastique de 1275 à 1284. Ne put succéder à son grand-père après avoir été exclu de la succession au trône en raison de son jeune âge.
- Ferdinand, né en 1332, mort en 1333, fils du roi Alphonse XI, infant et prince héritier de 1332 à 1333. Ne put succéder à son père en raison de sa mort prématurée.
- Alphonse, né en 1359, mort en 1362, fils du roi Pierre Ier (Pierre le Cruel), infant et prince héritier de 1359 à 1362. Ne put succéder à son père en raison de sa mort prématurée.
- Marie, née en 1401, morte en 1458, fille du roi Henri III, princesse des Asturies de 1401 à 1405. Ne put succéder à son père en raison de la naissance de son frère, le futur roi Jean II.
- Catherine, née en 1422, morte en 1424, fille du roi Jean II, princesse des Asturies de 1422 à 1424. Ne put succéder à son père en raison de sa mort prématurée.
- Éléonore, née en 1423, morte en 1425, sœur de la précédente, princesse des Asturies de 1424 à 1425. Ne put succéder à son père en raison de sa mort prématurée.
- Alphonse, né en 1453, mort en 1468, frère du roi Henri IV, prince des Asturies de 1464 à 1468. Ne put succéder à son frère en raison de sa mort prématurée.
- Jeanne (dite la Beltranaja), née en 1462, morte en 1530, fille du roi Henri IV, princesse des Asturies de 1462 à 1464 et de 1468 à 1474. Ne put succéder à son père après avoir été exclue de la succession au trône en raison de doutes émis sur sa légitimité.
- Jean, né en 1478, mort en 1497, fils de la reine Isabelle Ire (Isabelle la Catholique), prince des Asturies de 1478 à 1497. Ne put succéder à sa mère en raison de sa mort prématurée.
- Isabelle, née en 1470, morte en 1498, sœur du précédent, princesse des Asturies de 1497 à 1498. Ne put succéder à sa mère en raison de sa mort prématurée.
- Michel (Miguel) de Portugal, né en 1498, mort en 1500, fils de la précédente, prince des Asturies de 1498 à 1500. Ne put succéder à sa grand-mère, la reine Isabelle Ire, en raison de sa mort prématurée.

### Royaumes du Caucase
Dans les royaumes du Caucase, la Géorgie et l'Iméréthie, l'héritier du trône ne semble pas avoir porté d'autre titre que celui de « prince héritier ».
- Géorgie :
  - Julien, né en 1760, mort en 1816, fils du roi Irakli (Héraclius) II, triarque de Ksani, prince héritier de 1797 à 1799. Ne fut cependant pas appelé à succéder à son père, à la mort de ce dernier.
  - David, né en 1767, mort en 1819, fils du roi Georges XII, prince héritier de 1799 à 1801. Ne put succéder à son père, en raison de la disparition du royaume de Géorgie, qui fut annexé à la Russie en 1801. Fut, de la mort de son père, en 1801 et jusqu'en 1819, prétendant au trône de Géorgie sous le nom de David X.
- Iméréthie :
  - Alexandre, né en 1760, mort en 1780, fils du roi Salomon Ier, prince héritier de 1768 à 1780. Ne put succéder à son père, en raison de sa mort prématurée, du vivant de ce dernier.
  - Constantin, né en 1789, mort en 1844, cousin du roi Salomon II, prince héritier de 1804 à 1810. Ne put succéder à son cousin, en raison de la disparition du royaume d'Iméréthie, qui fut annexé à la Russie en 1810. Fut de la mort de son cousin, le Roi, en 1815 et jusqu'en 1844, prétendant de la lignée davidienne au trône d'Iméréthie sous le nom de Constantin IV.

### Centrafrique
En Centrafrique, l'héritier du trône de cet Empire éphémère portait le titre de prince impérial.
- Jean-Bédel Bokassa, né en 1973, fils de l'empereur Bokassa Ier, prince Impérial de 1976 à 1979. Ne put succéder à son père, en raison d'un coup d'État qui chassa ce dernier de son trône et abolit la monarchie en 1979. Est, depuis la mort de son père, en 1996, prétendant au trône de Centrafrique sous le nom de Bokassa II.

### Chine
En Chine, le prince héritier désigné, selon le choix personnel de chaque souverain, portait le titre de huang-tai-tzu.
- Tcheou-Piao, né en 1355, mort en 1392, fils de l'empereur Hong-Wu, huang-tai-tzu de 1368 à 1392. Ne put succéder à son père en raison de sa mort prématurée.
- Yi-Jeng, né en 1674, mort en 1727, fils de l'empereur Kang-Hsi, prince Li, huang-tai-tzu de 1676 à 1708 et 1709 à 1712. Ne put succéder à son père, en raison de sa déchéance d'héritier désigné du trône, à cause de la vie scandaleuse qu'il menait.
- Pou-Tsium, né en 1885, mort en 1929, petit-cousin et fils adoptif de l'empereur Kouang-Siou, huang-tai-tzu de 1900 à 1901. Ne put succéder à son père adoptif après avoir été exclu de la succession au trône, en raison de la révolte des Boxers, dans laquelle son père biologique, le prince Touen, prit une part active.

### Corée
En Corée, l'héritier du trône semble avoir porté jusqu'en 1897 le titre de wangseja (littéralement : prince héritier ou prince royal) puis le titre de hwangteaja (littéralement : prince impérial) jusqu'en 1910.
- Yi-Haeng, né en 1719, mort en 1728, fils du roi Yong-Djo, prince héritier de 1725 à 1728. Ne put succéder à son père, en raison de sa mort prématurée.
- Yi-Son, né en 1735, mort en 1762, fils du roi Yong-Djo, prince héritier de 1747 à 1762. Ne put succéder à son père, en raison de sa déchéance d'héritier du trône.
- Yi-Ton, né en 1782, mort en 1786, fils du roi Chong-Djo, prince de Munhyo, prince héritier de 1784 à 1786. Ne put succéder à son père, en raison de sa mort prématurée.
- Yi-Ho, né en 1809, mort en 1830, fils du roi Sun-Djo, prince de Hyomyong, prince héritier de 1812 à 1830. Ne put succéder à son père en raison de sa mort prématurée.
- Yi-Un, né en 1897, mort en 1970, frère de l'empereur Sun-Djong, prince Impérial de 1907 à 1910. Ne put succéder à son frère en raison de la disparition de son pays comme État et de son annexion par le Japon en 1910. Fut de la mort de son frère, en 1926 et jusqu'en 1970, prétendant au trône de Corée.

### Deux-Siciles (anciennement royaumes de Naples et de Sicile)
Dans l'ancien royaume des Deux-Siciles, le prince héritier était titré prince royal des Deux-Siciles et duc de Calabre. Son propre fils aîné était titré duc de Noto.
- Charles, né en 1297, mort en 1328, fils du roi Robert Ier de Naples, duc de Calabre et prince héritier de Naples de 1309 à 1328. Ne put succéder à son père en raison de sa mort prématurée.
- Jean, né en 1340, mort en 1353, fils du roi Frédéric III de Sicile, prince héritier de Sicile de 1342 à 1353. Ne put succéder à son père en raison de sa mort prématurée.
- Charles, né en 1345, mort en 1347, fils de la reine Jeanne Ire de Naples, duc de Calabre, prince héritier de Naples de 1345 à 1347. Ne put succéder à sa mère en raison de sa mort prématurée.
- Pierre, né en 1394, mort en 1400, fils du roi Martin II de Sicile, prince héritier de Sicile de 1394 à 1400. Ne put succéder à son père en raison de sa mort prématurée.
- Martin, né en 1403, mort en 1407, fils du roi Martin II de Sicile, prince héritier de Sicile de 1403 à 1407. Ne put succéder à son père en raison de sa mort prématurée.
- Jean, né en 1426, mort en 1470, fils du roi René Ier, duc de Calabre et prince héritier de Naples de 1435 à 1442. Ne put succéder à son père, en raison que ce dernier avait perdu son trône en 1442.
- Jean, né en 1478, mort en 1497, fils du roi Ferdinand II de Sicile, prince héritier de Sicile de 1479 à 1497. Ne put succéder à son père, en raison de sa mort prématurée.
- Ferdinand, né en 1488, mort en 1550, fils du roi Frédéric IV de Naples, duc de Calabre, prince héritier de Naples de 1496 à 1501. Ne put succéder à son père, en raison que ce dernier avait perdu son trône en 1501.
- Charles-Titus, né en 1775, mort en 1778, fils du roi Ferdinand IV de Naples (roi Ferdinand III de Sicile) duc de Calabre, prince héritier de Naples et de Sicile de 1775 à 1778. Ne put succéder à son père en raison de sa mort prématurée.
- Charles, né en 1811, mort en 1862, frère du roi Ferdinand II des Deux-Siciles, prince de Bourbon-Sicile et prince de Capoue, héritier dynastique de 1830 à 1836. Ne put succéder à son frère en raison de la naissance de son neveu, le futur roi François II.
- Louis, né en 1838, mort en 1886, frère du roi François II des Deux-Siciles, prince de Bourbon-Sicile et comte de Trani, héritier dynastique de 1859 à 1861. Ne put succéder à son frère, en raison de la déchéance de sa dynastie et de la disparition du royaume des Deux-Siciles, intégré dans l'Italie unifiée en 1861.

### Égypte
En Égypte, le prince héritier était titré prince héritier d'Égypte et prince du Saïd.
- Ahmed Rifaat Pacha, né en 1825, mort en 1858, neveu du vice-roi Mohammed Saïd Pacha, prince héritier de 1854 à 1858. Ne put succéder à son oncle, en raison de sa mort prématurée.
- Moustafa Fazil Pacha, né en 1830, mort en 1875, frère du vice-roi puis khédive Ismaïl-Pacha, prince héritier de 1863 à 1873. Ne put succéder à son frère, en raison de la modification de la succession au trône d’Égypte qui supprima la règle du seignorat pour instituer celle de la primogéniture masculine.
- Mohammed Ali, né en 1875, mort en 1955, frère du khédive Abbas II Hilmi et cousin du roi Farouk Ier, prince héritier de 1892 à 1899 et de 1936 à 1952. Ne put succéder à son frère, en raison de la naissance de son neveu Mohammed Abdul Moneim (voir ci-dessous) puis de celle du futur roi Fouad II, fils de Farouk Ier, en 1952.
- Mohammed Abdul Moneim, né en 1899, mort en 1979, fils du khédive Abbas II Hilmi, prince héritier de 1899 à 1914. Ne put succéder à son père, en raison de la déchéance de ce dernier en 1914.
- Hussein Kemaleddine, né en 1874, mort en 1932, fils du sultan Hussein Kemal, prince héritier de 1914 à 1917. Ne put succéder à son père à la mort de ce dernier en refusant d'accéder au trône en 1917.

### Éthiopie
En Éthiopie, l'héritier du trône était simplement titré prince héritier. Néanmoins, le dernier d'entre eux reçut le titre de meredazmatch (littéralement : prince impérial).
- Araya-Sélassié, né vers 1867, mort en 1888, fils de l'empereur Yohannes IV, négus du Tigré, prince héritier de 1884 à 1888. Ne put succéder à son père en raison de sa mort prématurée, du vivant de ce dernier.
- Mangasha, né en 1865, mort en 1906, fils de l'empereur Yohannes IV, mesfin (= prince) du Tigré, prince héritier en 1889. Ne put succéder à son père à la mort de ce dernier, en raison d'un changement dynastique.
- Wossen-Sagad, né en 1885, mort en 1908, petit-fils de l'empereur Ménélik II, prince héritier de 1889 à 1908. Ne put succéder à son grand-père en raison de sa mort prématurée.
- Asfa-Wossen, né en 1916, mort en 1997, fils de l'empereur Haïlé-Sélassié Ier, prince Impérial de 1930 à 1936 et de 1941 à 1974/1975. Fut appelé, sans effets, à succéder à son père lorsque ce dernier fut déposé par l'armée en 1974 et ne put succéder à ce dernier, en raison de l'abolition de la monarchie en 1975. Fut de la mort de son père, en 1975 et jusqu'en 1997, prétendant au trône d’Éthiopie sous le nom d'Amha-Sélassié Ier.

### France
En France, le prince héritier portait le titre de dauphin (à compter de 1350) et le fils aîné du dauphin recevait généralement le titre de duc de Bourgogne (à partir de 1682). Sous la brève période de la monarchie constitutionnelle de 1791 à 1792 et durant la monarchie de Juillet, de 1830 à 1848 le titre de dauphin fut officiellement remplacé par celui de prince royal. Enfin, lors du Premier et du Second Empire, il portait le titre de prince impérial.
- Charles (772-811), fils et héritier de Charlemagne de 781 à 811. Ne peut succéder à son père en raison de sa mort prématurée.
- Hugues (1007-1025), fils et héritier de Robert II de 1017 à 1025. Ne peut succéder à son père en raison de sa mort prématurée.
- Philippe (1116-1131), fils et héritier de Louis VI de 1129 à 1131. Ne peut succéder à son père en raison de sa mort prématurée.
- Louis (1244-1260), fils et héritier de Louis IX de 1244 à 1260. Ne peut succéder à son père en raison de sa mort prématurée.
- Louis (1264-1276), fils et héritier de Philippe III de 1270 à 1276. Ne peut succéder à son père en raison de sa mort prématurée.
- Philippe (1316-1317), fils et héritier de Philippe V de 1316 à 1317. Ne peut succéder à son père en raison de sa mort prématurée.
- Philippe (1314-1322), fils et héritier de Charles IV en 1322. Ne peut succéder à son père en raison de sa mort prématurée.
- Charles (1386), fils de Charles VI, dauphin de France en 1386. Ne peut succéder à son père en raison de sa mort prématurée.
- Charles (1392-1401), fils de Charles VI, dauphin de France de 1392 à 1401. Ne peut succéder à son père en raison de sa mort prématurée.
- Louis (1397-1415), frère du précédent, dauphin de France de 1401 à 1415. Ne peut succéder à son père en raison de sa mort prématurée.
- Jean (1398-1417), frère du précédent, dauphin de France de 1415 à 1417. Ne peut succéder à son père en raison de sa mort prématurée.
- Charles (1446-1472), frère et héritier de Louis XI de 1461 à 1470. Ne peut succéder à son frère en raison de la naissance du futur Charles VIII.
- Charles-Orland (1492-1495), fils de Charles VIII, dauphin de France de 1492 à 1495. Ne peut succéder à son père en raison de sa mort prématurée.
- François (1497-1498), fils de Charles VIII, dauphin de France de 1497 à 1498. Ne peut succéder à son père en raison de sa mort prématurée.
- Charles (1489-1525), cousin et héritier de François Ier de 1515 à 1518. Ne peut succéder à son cousin, en raison de la naissance de son cousin.
- François (1518-1536), fils de François Ier, dauphin de France de 1518 à 1536. Ne peut succéder à son père en raison de sa mort prématurée.
- François (1554-1584), frère et héritier d'Henri III de 1574 à 1584. Ne peut succéder à son frère en raison de sa mort prématurée.
- Charles (1523-1590), oncle et héritier d'Henri IV de 1589 à 1590. Ne peut succéder à son neveu en raison de sa mort.
- Henri (1588-1646), cousin et héritier d'Henri IV de 1590 à 1601. Ne peut succéder à son cousin en raison de la naissance du futur Louis XIII.
- Gaston (1608-1660), frère et héritier de Louis XIII de 1611 à 1638. Ne peut succéder à son frère en raison de la naissance du futur Louis XIV.
- Philippe (1640-1701), frère et héritier de Louis XIV de 1643 à 1661. Ne peut succéder à son frère en raison de son neveu.
- Louis (1661-1711), fils de Louis XIV, dauphin de France de 1661 à 1711. Ne peut succéder à son père en raison de sa mort.
- Louis (1682-1712), fils du précédent, dauphin de France de 1711 à 1712. Ne peut succéder à son grand-père en raison de sa mort prématurée.
- Louis (1707-1712), fils du précédent, dauphin de France en 1712. Ne peut succéder à son arrière-grand-père en raison de sa mort prématurée.
- Louis (1729-1765), fils de Louis XV, dauphin de France de 1729 à 1765. Ne peut succéder à son père en raison de sa mort prématurée.
- Louis-Joseph (1781-1789), fils de Louis XVI, dauphin de France de 1781 à 1789. Ne peut succéder à son père en raison de sa mort prématurée.
- Louis-Charles (1785-1795), frère du précédent, dauphin de France de 1789 à 1791 puis prince royal de 1791 à 1792. Ne peut succéder à son père en raison de l'abolition de la royauté.
- Joseph (1768-1844), frère et héritier de Napoléon Ier de 1804 à 1811. Ne peut succéder à son frère en raison de la naissance du futur Napoléon II.
- Napoléon François Charles Joseph (1811-1832), fils de Napoléon Ier, roi de Rome et prince impérial de France de 1811 à 1814. Succéda brièvement à son père en 1815, pendant les deux semaines précédant la seconde restauration des Bourbons.
- Louis-Antoine (1775-1844), fils de Charles X, dauphin de France de 1824 à 1830. Ne peut succéder à son père en raison de la chute des Bourbons.
- Ferdinand-Philippe (1810-1842), fils de Louis-Philippe, prince royal de 1830 à 1842. Ne peut succéder à son père en raison de sa mort prématurée.
- Louis-Philippe (1838-1894), fils du précédent, prince royal de 1842 à 1848. Ne peut succéder à son grand-père en raison de la chute de la monarchie de Juillet.
- Jérôme (1784-1860), oncle et héritier de Napoléon III de 1852 à 1856. Ne peut succéder à son neveu en raison de la naissance de son petit-neveu.
- Louis-Napoléon (1856-1879), fils de Napoléon III, prince impérial de 1856 à 1870. Ne peut succéder à son père en raison de la chute du Second Empire.

### Grèce
En Grèce, le prince héritier était nommé diadoque de Grèce et duc de Sparte.
- Irène, née en 1942, sœur du roi Constantin II, princesse de Grèce, princesse héritière de 1964 à 1965. Ne pourra succéder à son frère, en raison de la naissance de sa nièce, la princesse Alexia (voir ci-dessous).
- Alexia, née en 1965, fille du roi Constantin II, princesse de Grèce, princesse héritière de 1965 à 1967. Ne pourra succéder à son père, en raison de la naissance de son frère, le diadoque Paul (voir ci-dessous).
- Paul, né en 1967, frère de la précédente, diadoque de Grèce et duc de Sparte de 1967 à 1973. N'a pu succéder à son père, en raison de la déchéance de ce dernier et de l'abolition de la monarchie en 1973. Est, depuis la mort de son père, en 2023, prétendant au trône de Grèce sous le nom de Paul II.

### Haïti
- En Haïti : l'héritier du trône portait le titre de prince royal quand le pays était un royaume, et de prince impérial sous l'empire de 1849 à 1859.
- Victor-Henry Christophe, né en 1804, mort en 1820, fils du roi Henri Ier, prince royal de 1811 à 1820. Ne put succéder à son père, en raison d'une insurrection militaire, qui poussa son père à se donner la mort, et fut lui-même mis à mort au cours de ces événements, en 1820.
- Mainville-Joseph Soulouque, mort en 1891, neveu de l'empereur Faustin Ier, prince Impérial de 1849 à 1859. Ne put succéder à son oncle, en raison d'un coup d'État qui chassa ce dernier de son trône et aboli la monarchie, en 1859. Fut de la mort de son oncle, en 1867 et jusqu'en 1891, prétendant au trône d'Haïti.

### Hawaï
À Hawaï, l'héritier du trône portait le titre de prince héritier.
- Kamehameha, né en 1858, mort en 1862, fils du roi Kamehameha IV, prince héritier de 1858 à 1862. Ne put succéder à son père, en raison de sa mort prématurée.
- Kamamalu-Kaahumanu, née en 1838, morte en 1866, cousine du roi Kamehameha V, princesse héritière de 1863 à 1866. Ne put succéder à son cousin, en raison de sa mort prématurée.
- Leleiohoku, né en 1835, mort en 1877, frère du roi Kalakaua Ier, prince héritier de 1874 à 1877. Ne put succéder à son frère, en raison de sa mort prématurée, du vivant de ce dernier.
- Kaiulani, née en 1875, morte en 1899, nièce de la reine Liliuokalani Ire, princesse héritière de 1891 à 1893. Ne put succéder à sa tante, en raison d'un coup d'État qui chassa cette dernière de son trône en 1893 et abolit la monarchie.

### Hongrie
- Wladislav (Ladislas), né en 1324, mort en 1329, fils du roi Charles Ier Robert de Hongrie, prince héritier de Hongrie de 1324 à 1329. Ne put succéder à son père en raison de sa mort prématurée.

### Empire moghol des Indes
Aux Indes, pour l'Empire moghol, l'héritier désigné du trône portait le titre de wali-ahad bahadur et pour les États de l'empire des Indes où régnait une dynastie de confession musulmane, l'héritier désigné du trône était généralement titré wali-ahad. Pour les États de l'empire des Indes de confession hindoue ou sikh, l'héritier du trône portait généralement le titre de yuvaradjah ou de tikka-radjah, ce dernier titre principalement pour les principautés qui ont été incluses dans l'actuel État indien de l'Himachal-Pradesh.
- Dara Shikoh, né en 1615, mort en 1659, fils de l'empereur (grand-moghol) Shah-Jahan Ier, wali-ahad bahadur de 1642 à 1658. Ne put succéder à son père, en raison de l'usurpation du trône dont ce dernier fut l'objet, par un autre de ses fils, en 1658.
- Mohammed Sultan, né en 1639, mort en 1676, fils de l'empereur (grand-moghol) Aurangzeb-Alamgir Ier, wali-ahad bahadur de 1658 à 1676. Ne put succéder à son père, en raison de sa mort prématurée.
- Mohammed Azzuddin, né en 1687, mort en 1745, fils de l'empereur (grand-moghol) Jahandar-Shah, wali-ahad bahadur de 1712 à 1713. Ne fut cependant pas appelé à succéder à son père, à la mort de ce dernier en 1713.
- Jahandar Shah, né en 1749, mort en 1788, fils de l'empereur (grand-moghol) Shah-Alam II, wali-ahad bahadur de 1760 à 1788. Ne put succéder à son père en raison de sa mort prématurée et de troubles dynastiques.
- Mohammed Sultan, né en 1816, mort en 1856, fils de l'empereur (grand-moghol) Bahadur-Shah II, wali-ahad bahadur de 1852 à 1856. Ne put succéder à son père, en raison de sa mort prématurée.

### Irak
En Irak, l'héritier du trône portait le titre wali al-ahad (littéralement : « prince héritier »).
- Abdul-Ilah, né en 1913, mort en 1958, oncle du roi Fayçal II, régent du royaume, prince héritier de 1943 à 1958. Ne put succéder à son neveu, en raison d'un coup d'État qui les massacra tous les deux et abolit la monarchie en 1958.

### Perse, puis Iran
En Perse, l'héritier désigné du trône était titré valiadh (littéralement : prince impérial) de Perse ou d'Iran.
- Hamzah, né en 1566, mort en 1586, fils du chah Mohammed Khodabanda Chah de la dynastie séfévide, prince impérial de Perse de 1577 à 1586. Ne put succéder à son père, en raison de sa mort prématurée.
- Abou Talib, né en 1574, mort en 1619, frère du précédent, prince impérial de Perse de 1586 à 1588. Ne put succéder à son père, en raison de l'abdication à laquelle fut contraint ce dernier, par l'un de ses petits-fils, qui s'empara du trône.
- Mahmoud, né vers 1697, mort en 1725, fils du chah Hussein Chah Ier de la dynastie séfévide, prince impérial de Perse en 1722. Ne put succéder à son père, en raison de sa déchéance d'héritier du trône.
- Séfi, né vers 1699, mort en 1725, frère du précédent, prince impérial de Perse en 1722. Ne put succéder à son père, en raison d'une révolte qui chassa ce dernier de son trône et qui aboutit à un changement dynastique avec l'arrivée d'une nouvelle dynastie régnante : les Ghilzai.
- Abbas, né en 1789, mort en 1833, fils du chah Feth Ali Chah de la dynastie Kadjar, prince impérial de Perse de 1799 à 1833. Ne put succéder à son père, en raison de sa mort prématurée, du vivant de ce dernier.
- Soltan Mouin el-Din, né en 1852, mort en 1856, fils du chah Nasser el-Din-Chah de la dynastie Kadjar, prince impérial de Perse de 1852 à 1856. Ne put succéder à son père, en raison de sa mort prématurée.
- Mohammed Kassim, né en 1852, mort en 1858, frère du précédent, prince impérial de Perse de 1856 à 1858. Ne put succéder à son père, en raison de sa mort prématurée.
- Mohammed Hassan, né en 1899, mort en 1943, frère du chah Ahmed Chah de la dynastie Kadjar, prince impérial de Perse de 1909 à 1922. Ne put succéder à son frère, en raison de la naissance de son  neveu le nouveau prince impérial Feridoun (voir ci-dessous). Devint néanmoins, de la mort de son frère le chah Ahmed-Chah, en 1930 et jusqu'en 1943, prétendant Kadjar au trône de Perse
- Feridoun, né en 1922, mort en 1975, fils du chah Ahmed Chah de la dynastie Kadjar, prince impérial de Perse de 1922 à 1930. Ne put succéder à son père, en raison d'un coup d'État qui amena à la déchéance de ce dernier et à un changement dynastique avec l'arrivée d'une nouvelle dynastie régnante : les Pahlavi. Fut de la mort de son oncle (voir ci-dessus), en 1943 et jusqu'en 1975, prétendant Kadjar au trône de Perse.
- Ali Reza, né en 1921, mort en 1954, frère du chah Mohammed Reza Chah de la dynastie Pahlévi, prince d'Iran, héritier dynastique de 1941 à 1954. Ne put succéder à son frère en raison de sa mort prématurée.
- Reza Cyrus, né en 1960, fils du chah Mohammed-Reza-Chah de la dynastie Pahlévi, prince impérial d'Iran de 1960 à 1979. Ne put succéder à son père, en raison d'une révolution qui chassa ce dernier de son trône en 1979 et abolit la monarchie. Est, depuis la mort de son père, en 1980, prétendant Pahlavi au trône d'Iran sous le nom de Reza Chah II.

### Irlande
Dans l'ancien royaume d'Irlande (ou Erin) et les royaumes provinciaux irlandais (Connacht, Leinster, Midhe, Munster, Ulster, etc.), l'héritier désigné du trône était titré thanist.

### Italie
Dans le royaume d'Italie (depuis 1861), l'héritier du trône était titré prince royal d'Italie, et alternativement, d'une génération à l'autre, prince de Piémont ou prince de Naples.
- Eugène-Napoléon de Beauharnais, né en 1781, mort en 1824, fils adoptif du roi d'Italie Napoléon Ier, vice-roi du royaume et prince de Venise, héritier désigné du trône d'Italie de 1806 à 1811. Ne put succéder à son père adoptif, en raison de la naissance de son frère adoptif, le roi de Rome Napoléon-François Bonaparte (voir ci-dessous).
- Napoléon-François Bonaparte, né en 1811, mort en 1832, fils du roi d'Italie Napoléon Ier, roi de Rome et héritier du trône d'Italie de 1811 à 1814. Ne put, en Italie, succéder à son père, en raison de l'abdication auquel ce dernier fut contraint en 1814 et de la déchéance de sa dynastie. Devint, en France en 1815, l'éphémère empereur Napoléon II.
- Victor-Emmanuel, né en 1937, mort en 2024, fils du roi Humbert II, prince royal en 1946 et prince de Naples. Ne put succéder à son père, en raison de la déchéance de ce dernier et de l'abolition de la monarchie en 1946. Fut, depuis la mort de son père, en 1983, et jusqu'en 2024, prétendant au trône d'Italie sous le nom de Victor-Emmanuel IV.

### Laos
Au Laos, l'héritier du trône portait le titre de prince héritier.
- Vong-Savang, né en 1931, mort en 1978, fils du roi Savang-Vatthana, prince héritier de 1959 à 1975. Ne put succéder à son père, en raison d'une guerre civile d'inspiration révolutionnaire, qui contraignit ce dernier à abdiquer et de l'abolition de la monarchie en 1975.

### Libye
En Libye, l'héritier du trône portait le titre de prince héritier.
- Mohammed el-Reda, né en 1889, mort en 1955, frère du roi Idris Ier, prince héritier de 1951 à 1955. Ne put succéder à son frère, en raison de sa mort prématurée, du vivant de ce dernier.
- Hassan el-Reda, né en 1928, mort en 1992, fils du précédent, prince héritier de 1955 à 1969. Ne put succéder à son oncle le roi Idris Ier, en raison d'un coup d'État qui chassa ce dernier de son trône et abolit la monarchie en 1969. Fut de l'abdication volontaire de son oncle le roi, en 1969 et jusqu'en 1992, prétendant au trône de Libye.

### Madagascar
À Madagascar, l'héritier désigné du trône ne semble pas avoir porté un autre titre que celui de prince héritier.
- Itsimandriambovoka, né en 1823, mort en 1824, fils du roi Radama Ier, prince héritier de 1823 à 1824. Ne put succéder à son père, en raison de sa mort prématurée.
- Raketaka Razamakinimanjaka, née en 1824, morte en 1828, sœur du précédent, princesse héritière de 1824 à 1828. Ne put succéder à son père, en raison de sa mort prématurée, du vivant de ce dernier.
- Razafinandriamanitra Ranavalona, née en 1882, morte en 1897, nièce de la reine Ranavalona III, princesse héritière de 1895 à 1897. Ne put succéder à sa tante, en raison de la déchéance de cette dernière et de sa dynastie en 1897, dans le mois qui précéda celui de sa mort.

### Mandchoukouo
Au Mandchoukouo, état constitué en 1932 dans un temps de troubles, dans la partie Nord-Est de la Chine : la Mandchourie, et où la règle de succession au trône instituait la primogéniture masculine, différait de celle qui était établi en Chine, l'héritier du trône ne semble pas avoir porté d'autre titre que celui de « prince héritier ».
- Pou-Chieh, né en 1907, mort en 1994, frère de l'empereur Pou-Yi (Kang-Teh), prince héritier de 1934 à 1945. Ne put succéder à son frère, en raison de la disparition de l'État du Mandchoukouo, à l'issue de la 2e guerre mondiale, en 1945. Fut de la mort de son frère, en 1967 et jusqu'en 1994, prétendant au trône du Mandchoukouo.

### Mexique
- Au Mexique, l'héritier du trône portait le titre de prince impérial.
- Augustin, né en 1807, mort en 1866. Fils de l'empereur Augustin Ier de la dynastie Iturbide, prince Impérial de 1822 à 1823. Ne put succéder à son père, en raison d'un soulèvement militaire qui contraignit ce dernier à abdiquer et de l'abolition de la monarchie en 1823. Fut de la mort de son père, en 1824 et jusqu'en 1864, prétendant au trône du Mexique sous le nom d'Augustin II.
- Augustin, né en 1863, mort en 1925, neveu du précédent et fils adoptif de l'empereur Maximilien Ier de la dynastie de Habsbourg-Lorraine, prince Iturbide, prince impérial de 1865 à 1867. Ne put succéder à son père adoptif, en raison d'une révolte qui vainquit et mis à mort son père adoptif et qui abolit la monarchie en 1867, pour la 2e fois. Fut de la mort de son père adoptif, en 1867 et jusqu'en 1925, prétendant au trône du Mexique sous le nom d'Augustin III.

### Monténégro
- Au Monténégro, l'héritier du trône était titré prince héritier.
- Danilo, né en 1871, mort en 1939, fils du prince puis roi Nicolas Ier, prince héritier de 1871 à 1918. Ne put succéder à son père, en raison de la déchéance de ce dernier et de la disparition du royaume de  Monténégro, pourtant pays victorieux qui avait combattu aux côtés des Alliés, à l'issue de la Première Guerre mondiale, en 1918. Fut brièvement, à la mort de son père, en 1921, prétendant au trône de Monténégro sous le nom de Danilo II (ou III).

### Navarre
Dans l'ancien royaume de Navarre, l'héritier du trône portait le titre de prince de Viane (Viana).
- Charles, né en 1397, mort en 1402, fils du roi Charles III (Charles le Bon), prince héritier de 1397 à 1402. Ne put succéder à son père, en raison de sa mort prématurée.
- Charles (Carlos), né en 1421, mort en 1461, fils de la reine Blanche, prince de Viane de 1425 à 1461. Ne put succéder à sa mère lors de la mort de cette dernière, en 1441, car son père, le roi Jean II d'Aragon, usurpa le trône de Navarre, à la mort de sa femme.
- Blanche, née en 1424, morte en 1464, sœur du précédent, princesse de Viane de 1461 à 1464. Ne put accéder au trône, en raison de l'usurpation du trône de Navarre, par son père le roi Jean II d'Aragon.
- Gaston de Foix, né en 1444, mort en 1470, fils de la reine Éléonore Ire, vicomte de Castelbon, prince de Viane de 1464 à 1470. Ne put succéder à sa mère, en raison de sa mort prématurée.

### Népal
Au Népal, l'héritier du trône portait le titre de yuvaradjahdhiraj (littéralement : prince héritier).
- Trailokya-Bir-Bikram, né en 1847, mort en 1878, fils du roi Surendra-Bikram-Shah, yuvaradjahdhiraj de 1853 à 1878. Ne put succéder à son père, en raison de sa mort prématurée.
- Paras-Bir-Bikram, né en 1971, fils du roi Gyanendra-Bir-Bikram, yuvaradjahdhiradj de 2001 à 2008. Ne pourra pas succéder à son père, en raison de la déchéance de ce dernier et de sa dynastie et de  l'abolition de la monarchie, en 2008.

### Portugal
Au Portugal, le prince héritier portait le titre de prince héritier et de « prince du Brésil et duc de Bragance (avant 1822), de prince royal et de duc de Bragance (après 1822). Son propre fils aîné était titré prince de Beira.
- Henri (D. Henrique), né en 1147, mort en 1157, fils du roi Alphonse (D. Afonso) Ier, prince héritier de 1147 à 1157. Ne put succéder à son père, en raison de sa mort prématurée.
- Raimond (D. Raimundo), né vers 1180, mort en 1189, fils du roi Sanche (D. Sancho) Ier, prince héritier de 1180 à 1189. Ne put succéder à son père en raison de sa mort prématurée.
- Ferdinand (D. Fernando), né en 1260, mort en 1262, fils du roi Alphonse (D. Afonso) III, prince héritier de 1260 à 1262. Ne put succéder à son père, en raison de sa mort prématurée.
- Michel (D. Miguel) de Castille, né en 1384, mort en 1385, fils de la reine Béatrice (D. Brites ou D. Beatriz) Ire, prince héritier de 1384 à 1385. Ne put succéder à sa mère, en raison d'une usurpation du trône dont fut l'objet cette dernière et de sa mort prématurée.
- Alphonse (D. Afonso), né en 1390, mort en 1400, fils du roi Jean (D. João) Ier, prince héritier de 1390 à 1400. Ne put succéder à son père, en raison de sa mort prématurée.
- Jean (D. João), né en 1451, mort en 1455, fils du roi Alphonse V (D. Afonso), prince héritier de 1451 à 1455. Ne put succéder à son père, en raison de sa mort prématurée.
- Alphonse (D. Afonso), né en 1475, mort en 1491, fils du roi Jean II (D. João), prince héritier de 1481 à 1491. Ne put succéder à son père, en raison de sa mort prématurée.
- Michel (D. Miguel), né en 1498, mort en 1500, fils roi Manuel Ier, prince héritier de 1498 à 1500. Ne put succéder à son père, en raison de sa mort prématurée.
- Manuel, né en 1531, mort en 1537, fils du roi Jean (D. João) III, prince héritier de 1531 à 1537. Ne put succéder à son père, en raison de sa mort prématurée.
- Philippe (Filipe), né en 1533, mort en 1539, frère du précédent, prince héritier de 1537 à 1539. Ne put succéder à son père, en raison de sa mort prématurée.
- Jean (João), né en 1537, mort en 1554, frère du précédent, prince héritier de 1539 à 1554. Ne put succéder à son père, en raison de sa mort prématurée, du vivant de ce dernier.
- Théodose (D. Teodósio), né en 1634, mort en 1652, fils du roi Jean IV (D. João), prince héritier, prince du Brésil et duc de Bragance de 1640 à 1652. Ne put succéder à son père en raison de sa mort prématurée, du vivant de ce dernier.
- Jean (D. João), né en 1668, mort en 1688, fils du roi Pierre II (D. Pedro), prince héritier, prince du Brésil et duc de Bragance de 1683 à 1688. Ne put succéder à son père en raison de sa mort prématurée.
- Pierre (D. Pedro), né en 1712, mort en 1714, fils du roi Jean V (D. João), prince héritier, prince du Brésil et duc de Bragance de 1712 à 1714. Ne put succéder à son père, en raison de sa mort prématurée.
- Joseph (D. José), né en 1761, mort en 1788, fille de la reine Marie (D. Maria) Ire, prince héritier et prince du Brésil et duc de Bragance de 1777 à 1788. Ne put succéder à sa mère, en raison de sa mort prématurée.
- Louis Philippe (D. Luís Filipe), né en 1887, mort en 1908, fils du roi Charles (D. Carlos) Ier, prince royal et duc de Bragance de 1889 à 1908. Ne put succéder à son père, en raison de sa mort, provoquée en même temps que celle de son père, en 1908.
- Alphonse (D. Afonso), né en 1865, mort en 1920, oncle du roi Manuel II, duc de Porto, prince royal de 1908 à 1910. Ne put succéder à son neveu en raison d'une révolution qui chassa ce dernier du trône et abolit la monarchie en 1910.

### Roumanie
En Roumanie, l'héritier du trône était titré de prince royal de Roumanie et grand-voïvode d'Alba-Julia.
- Nicolas, né en 1903, mort en 1978, oncle du roi Michel Ier, régent du royaume, héritier dynastique de 1940 à 1947. Ne put succéder à son neveu, en raison d'un coup d'État qui contraignit ce dernier à abdiquer et abolit la monarchie en 1948.

### Russie
En Russie, l'héritier du trône portait le titre de tsésarévitch et de grand-duc héritier.
- Ivan, né en 1554, mort en 1581, fils du tsar Ivan IV (Ivan le Terrible), tsarévitch de 1554 à 1581. Ne put succéder à son père, en raison de sa mort prématurée, causée par ce dernier.
- Dimitri, né en 1582, mort en 1591, frère du tsar Fédor Ier, tsarévitch de 1584 à 1591. Ne put succéder à son frère, en raison de sa mort prématurée.
- Alexis, né en 1690, mort en 1718, fils du tsar Pierre Ier (Pierre le Grand), tsarévitch de 1690 à 1718. Ne put succéder à son père, en raison de sa mort prématurée, causée sur ordre de ce dernier.
- Constantin, né en 1779, mort en 1831, frère de l'empereur Alexandre Ier, grand-duc de Russie, héritier dynastique de 1801 à 1823. Ne put succéder à son père, en raison de sa renonciation à ses droits au trône.
- Nicolas, né en 1843, mort en 1865, fils de l'empereur Alexandre II, tsarévitch et grand-duc héritier de 1855 à 1865. Ne put succéder à son père, en raison de sa mort prématurée.
- Georges, né en 1871, mort en 1899, frère de l'empereur Nicolas II, tsarévitch et grand-duc héritier de 1894 à 1899. Ne put succéder à son frère, en raison de sa mort prématurée.
- Michel, né en 1878, mort en 1918, frère du précédent, tsarévitch et grand-duc héritier de 1899 à 1904. Ne put succéder à son frère en raison de la naissance de son neveu le tsarévitch Alexis (voir ci-dessous). Fut néanmoins désigné pour accéder au trône lors de l'abdication de son frère Nicolas II, en 1917, et durant un jour fut l'empereur Michel IV, mais les événements révolutionnaires du moment le firent renoncer à régner et la monarchie fut abolie.
- Alexis, né en 1904, mort en 1918, fils de l'empereur Nicolas II, tsarévitch et grand-duc héritier de 1904 à 1917. Ne put succéder à son père en raison des événements révolutionnaires que connaissait le pays et qui contraignirent ce dernier à abdiquer tout en l'excluant de la succession au trône, en raison de sa santé extrêmement fragile.

### Sarawak
Au Sarawak, principauté constituée au nord-ouest de l'île de Bornéo par le sultan de Brunei pour récompenser un officier britannique de l'aide qu'il lui avait apportée et qui fonda la lignée des fameux « Radjahs blancs », l'héritier du trône a porté jusqu'en 1861 le titre de tuam-besar puis celui radjah-muda jusqu'en 1946. 
- John Johnson-Brooke, né en 1823, mort en 1868, neveu du radjah James Brooke (le Radjah Blanc), tuam-besar puis radjah-muda de 1848 à 1868. Ne put succéder à son oncle, en raison de sa déchéance d'héritier du trône.
- Anthony Johnson-Brooke, né en 1912, mort en 2011, neveu du radjah Charles II Brooke (le Radjah Blanc), radjah-muda de 1937 à 1946. Ne put succéder à son oncle, en raison de la disparition de la Principauté de Sarawak, à la suite de la renonciation volontaire au trône du Radjah, son oncle, en faveur de l'Empire britannique, en 1946. Fut de la mort de son oncle, en 1963 et jusqu'en 2011, prétendant au trône de Sarawak.

### Serbie
En Serbie, l'héritier du trône portait simplement le titre de prince héritier.
- Mirko de Monténégro, né en 1879, mort en 1918, cousin par alliance du roi Alexandre Ier de la dynastie Obrenovic, grand-voïvode de Grahovo et de Zeta, héritier dynastique de 1901 à 1903. Ne put succéder à son cousin, en raison de l'assassinat de ce dernier et d'un changement dynastique.
- Georges, né en 1887, mort en 1972, fils du roi Pierre Ier de la dynastie Karageorgevic, prince héritier de 1903 à 1909. Ne put succéder à son père, en raison de sa déchéance comme héritier du trône.

### Sikkim
Au Sikkim, l'héritier du trône ne semble pas avoir porté d'autre titre que celui de prince héritier.
- Kunzang-Jiqui-Namgyal, né en 1952, mort en 1978, fils du maharadjah (roi) Palden-Thondup-Namgyal, prince héritier de 1963 à 1975. Ne put succéder à son père, en raison de la déchéance de ce dernier et de l'annexion par l'Inde de son pays en 1975.

### Tahiti
À Tahiti : l'héritier du trône portait le titre de arii-aue (littéralement : prince héritier).
- Teuira-Pomaré, né en 1838, mort en 1856, fils de la reine Pomaré IV, arii-aue de 1838 à 1856 et arii-rahi d'Afaahiti. Ne put succéder à sa mère, en raison de sa mort prématurée.
- Teriivaetua-Pomaré, née en 1869, morte en 1918, nièce du roi Pomaré V, princesse de Tahiti, héritière désignée de 1877 à 1880. Ne put succéder à son oncle, en raison de la disparition du royaume de Tahiti et de l'abdication volontaire du roi, son oncle, en faveur de la France. Fut de la mort de son oncle, en 1891 et jusqu'en 1918, prétendante au trône de Tahiti sous le nom de Pomaré VI.

### Tunisie
En Tunisie à l'époque du Beylicat, l'héritier du trône portait le titre de bey du Camp. Quand la Tunisie fut proclamé royaume en 1956, l'héritier du trône prit le titre de prince héritier.
- Salih, né en 1782, mort en 1814, fils du bey Osman Ier, bey du Camp en 1814. Ne put succéder à son père, en raison de sa mort prématurée, du vivant de ce dernier.
- Ismaïl, mort en 1816, frère du bey Mahmoud Ier, bey du Camp de 1815 à 1816. Ne put succéder à son frère, en raison de sa mort prématurée.
- Hammouda, né en 1816, mort en 1863, frère du bey Mohammed es-Sadok, bey du Camp de 1859 à 1863. Ne put succéder à son frère, en raison de sa mort, du vivant de ce dernier.
- Mohammed el-Tayeb, né en 1822, mort en 1898, frère du bey Ali III, bey du Camp de 1882 à 1898. Ne put succéder à son frère, en raison de sa mort prématurée, du vivant de ce dernier.
- Ismaïl, né en 1859, mort en 1928, cousin du bey Mohammed el-Habib, bey du Camp de 1922 à 1928. Ne put succéder à son cousin, en raison de sa mort prématurée, du vivant de ce dernier.
- Mahmoud, né en 1866, mort en 1939, cousin du bey Ahmed II, bey du Camp de 1929 à 1939. Ne put succéder à son cousin, en raison de sa mort prématurée, du vivant de ce dernier.
- Mohammed el-Tahir, né en 1877, mort en 1941, neveu du bey Ahmed II, bey du Camp de 1939 à 1941. Ne put succéder à son oncle, en raison de sa mort prématurée.
- Mohammed el-Béchir, né en 1881, mort en 1942, frère du précédent, bey du Camp de 1941 à 1942. Ne put succéder à son oncle, en raison de sa mort prématurée, du vivant de ce dernier.
- Azzeddine, né en 1882, mort en 1953, cousin du bey Mohammed-Lamine Ier, né en 1882, mort en 1953, bey du Camp de 1943 à 1953. Ne put succéder à son cousin, en raison de sa mort prématurée.
- Mohammed es-Sadok, né en 1883, mort en 1955, frère du précédent, bey du Camp de 1953 à 1955. Ne put succéder à son cousin, en raison de sa mort prématurée, du vivant de ce dernier.
- Hassine el-Nasser, né en 1893, mort en 1969, cousin du bey puis roi Mohammed-Lamine Ier, bey du Camp puis prince héritier de 1955 à 1957. Ne put succéder à son cousin, en raison de la déchéance de ce dernier et de sa dynastie et de l'abolition de la monarchie, en 1957. Fut de la mort de son cousin, le roi, en 1962 et jusqu'en 1969, prétendant au trône de Tunisie.

### Turquie (Empire ottoman)
En Turquie (Empire ottoman), la règle de succession au trône était depuis le XVIe siècle, celle du seignorat et le prince le plus âgé de la dynastie devenait l'héritier du sultan régnant, mais dans l'Empire ottoman, aucun titre particulier ne semble avoir été créé pour cette fonction. Il y eut donc des héritiers du trône, sans titre particulier.
- Abdul-Hamid, né en 1813, mort en 1825, fils du sultan Mahmoud II, effendi et héritier du trône de 1813 à 1825. Ne put succéder à son père, en raison de sa mort prématurée.
- Mahmoud, né en 1822, mort en 1829, frère du précédent, effendi et héritier du trône de 1825 à 1829. Ne put succéder à son père, en raison de sa mort prématurée.
- Youssouf-Izzeddine, né en 1857, mort en 1916, cousin du sultan Mehmet V, effendi et héritier du trône de 1909 à 1916. Ne put succéder à son cousin, en raison de sa mort prématurée, du vivant de ce dernier.
- Abdul-Medjid, né en 1868, mort en 1944, cousin du sultan Mehmet VI, effendi et héritier du trône de 1918 à 1922. Ne put succéder à son cousin, en raison de la déchéance de ce dernier en 1922 et de l'abolition de la monarchie. Lui succéda néanmoins comme calife (chef spirituel des musulmans) en 1922 sous le nom d'Abdul-Medjid II, mais fut déchu de ce titre en 1924 et le Califat aboli. Fut de la déchéance de son cousin, en 1922 et jusqu'en 1944, prétendant au trône de Turquie.

### Viêt Nam (Annam)
Au Viêt-Nam (Annam), il ne semble pas que l'héritier du trône ait porté d'autre titre que celui de prince héritier.
- Bao-Long, né en 1936, mort en 2007, fils de l'empereur Bao-Dai, prince héritier de 1938 à 1945 et de 1949 à 1955. Ne put succéder à son père, en raison de l'abdication auquel ce dernier consentit en 1945 puis d'un coup d'État qui le chassa du pouvoir en 1955 et qui dans les deux cas, abolirent la monarchie. Fut, de la mort de son père, en 1993 et jusqu'en 2007, prétendant au trône du Viêt-Nam.

### Yougoslavie
Dans l'ancien royaume de Yougoslavie, l'héritier du trône était titré prince royal.
- Tomislav, né en 1928, mort en 2000, frère du roi Pierre II, prince royal de 1934 à 1945. Ne put succéder à son frère, en raison de la naissance de son neveu le prince Alexandre (voir ci-dessous).
- Alexandre, né en 1945, fils du roi Pierre II, prince royal en 1945. N'a pu succéder à son père, en raison de la déchéance de ce dernier et de sa dynastie et à l'abolition de la monarchie, en 1945, à l'issue de la 2e guerre mondiale. Est, depuis la mort de son père, en 1970, prétendant au trône de Yougoslavie puis de Serbie, sous le nom d'Alexandre II.

### Zanzibar
À Zanzibar, il ne semble pas que l'héritier du trône ait porté un titre particulier.
- Ali, né en 1956, fils du sultan Jamshid, seyyid et héritier du trône de 1963 à 1964. Il ne peut succéder à son père, en raison d'une révolution qui chasse ce dernier de son trône et abolit la monarchie en 1964. Il est, depuis la mort de son père, en 2023, prétendant au trône de Zanzibar.